# Operation Cyclone

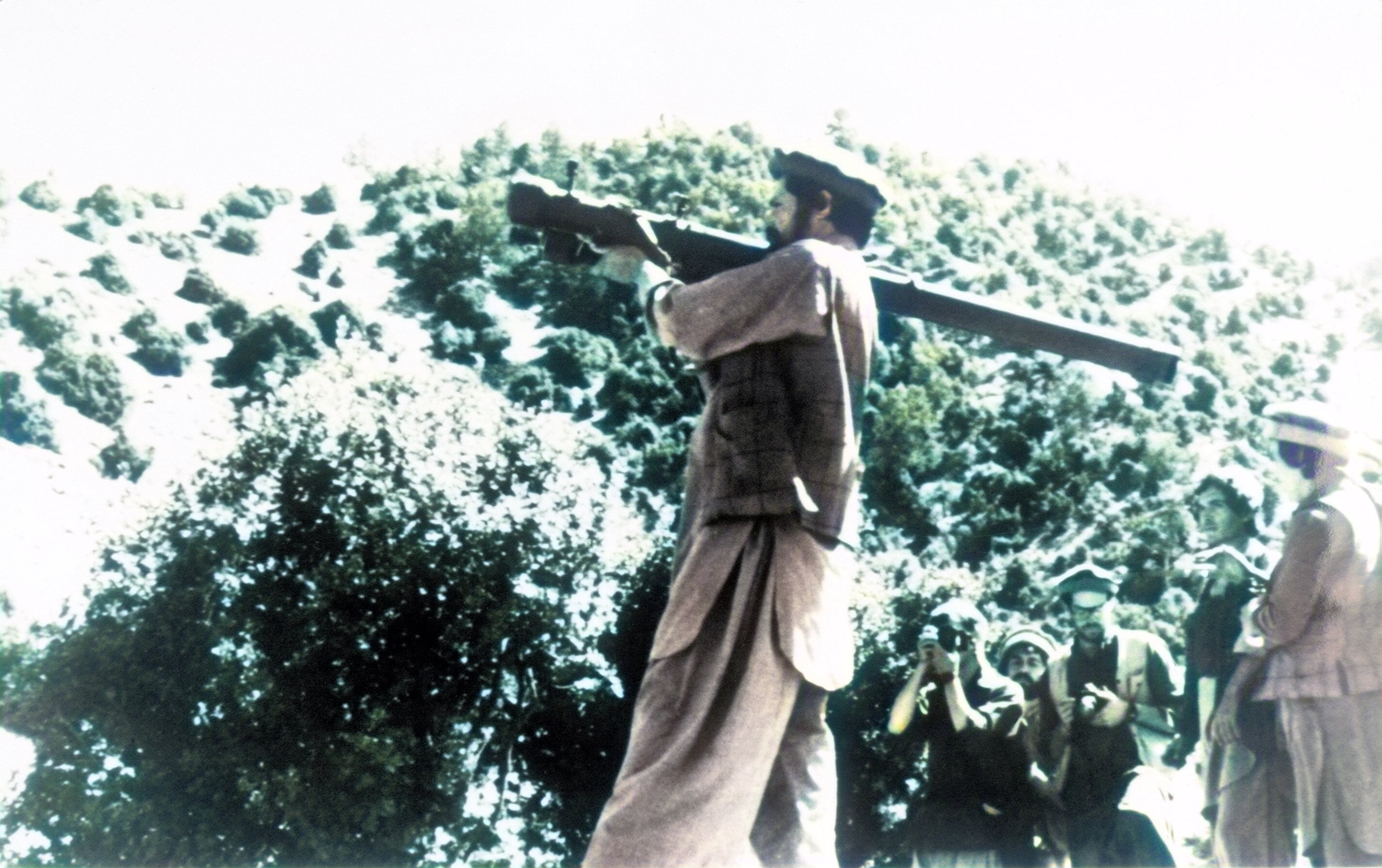
Ein Mudschahid mit einer 9K32 Strela-2 (1988)

Operation Cyclone (englisch für Zyklon) war der Tarnname für eine Unternehmung des US-amerikanischen Auslandsgeheimdienstes CIA, die ab Sommer 1979 in enger Zusammenarbeit mit dem pakistanischen Geheimdienst ISI die Bewaffnung, Ausbildung und Finanzierung der afghanischen Widerstandskämpfer (Mudschahedin) zum Gegenstand hatte. Diese bekämpften die seit April 1978 amtierende kommunistische Regierung der Demokratischen Republik Afghanistan und deren Säkularisierungsprogramm und ab Dezember 1979 die sowjetischen Truppen nach deren Intervention in Afghanistan. Die USA verfolgten dabei das Ziel, die Ausbreitung des sowjetischen Kommunismus einzudämmen. Das Eingreifen der USA und ihrer Verbündeten weiteten den Konflikt zu einem Stellvertreterkrieg im Rahmen des Kalten Krieges aus. Der finanzielle Umfang des Programms von Seiten der USA, Saudi-Arabiens und Chinas belief sich insgesamt auf geschätzte sechs bis zwölf Milliarden US-Dollar.

## US-sowjetische Konflikte in der Dritten Welt in den 1970ern

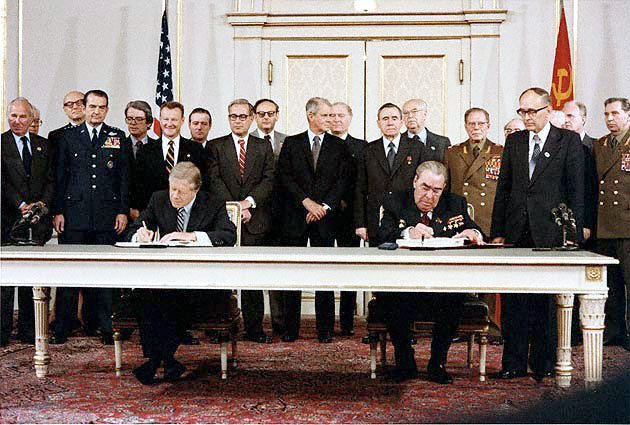
Breschnew und Carter bei der Unterzeichnung des SALT-II-Vertrags im Juni 1979

Im Mai 1972 wurde in die Verträge zur Begrenzung der strategischen Rüstung (SALT I) zwischen den Vereinigten Staaten und der Sowjetunion eine Grundsatzerklärung aufgenommen, die die Gleichwertigkeit beider Supermächte feststellte und in der sich beide Seiten dazu verpflichteten, weder direkt noch indirekt „einen einseitigen Vorteil auf Kosten des anderen zu erreichen“. Bis zu den 1970er-Jahren erreichte die konventionelle Rüstung der Sowjetunion ein Niveau, das es ihr ermöglichte, ihren Einfluss in Afrika, im Nahen und Mittleren Osten und in Vietnam auszubauen und in Konflikten außerhalb Eurasiens militärisch zu intervenieren. Gleichzeitig entwickelte die Sowjetunion eine aktivere Politik, um Befreiungsbewegungen in Afrika zu unterstützen. Die nordvietnamesische Armee nahm im April 1975, unter anderem auch weil die Sowjetunion zuvor ihre Unterstützung ausgeweitet hatte, Saigon ein. Ende 1975 unterstützte Fidel Castro die MPLA im Bürgerkrieg in Angola durch die Entsendung regulärer Armeeeinheiten. Die Sowjetunion hatte zuvor noch eine Ausweitung der militärischen Unterstützung abgelehnt, sah sich dann trotzdem gezwungen, den Verbündeten Kuba nicht fallenzulassen. 1977/1978 unterstützte die UdSSR im Ogadenkrieg zwischen Somalia und Äthiopien die äthiopische Seite. Die Sowjetunion engagierte sich aus ideologischen Gründen in Ländern, in denen sie realpolitisch wenige Interessen hatte, um, so der langjährige sowjetische Botschafter in den USA, Anatoli Dobrynin, „den antiimperialistischen Kampf zu führen.“ Für die USA sah es nach einer aggressiven Politik der Sowjets aus, tatsächlich reagierten diese auch häufig auf die Ereignisse vor Ort, vor allem der Kubaner, die entgegen der US-Sicht keine Handlanger der Sowjets waren, sondern ihre eigenen Ziele verfolgten. Das führte dazu, dass sich die Vereinigten Staaten vor allem nach der Niederlage in Vietnam in die Defensive gedrängt und die Sowjets weltweit in der Offensive sahen. Aus Sicht von US-Präsident Jimmy Carter war jedoch der Grundsatz der Nichteinmischung in regionale Konflikte Bestandteil der Entspannungspolitik. Dies war einer der Gründe, die dazu führten, dass die Entspannungspolitik (auch mit dem französischen Begriff Détente bezeichnet) zunehmend unter Druck geriet. So schrieb Carters nationaler Sicherheitsberater Zbigniew Brzeziński in seinen Memoiren, dass „die Détente im Sande des Ogaden begraben liegt“. Die Rüstungsausgaben, die in den Jahren zuvor stetig gesunken waren, nahmen wieder zu. Eine weitere Folge war, dass sich die Sowjetunion durch die erfolgreichen Interventionen bestärkt sah. „Angola, in Verbindung mit Äthiopien, war der Weg nach Afghanistan“, erklärte später Karen Brutents, der stellvertretende Leiter der Internationalen Abteilung der KPdSU.

## Afghanisch-pakistanische Beziehungen

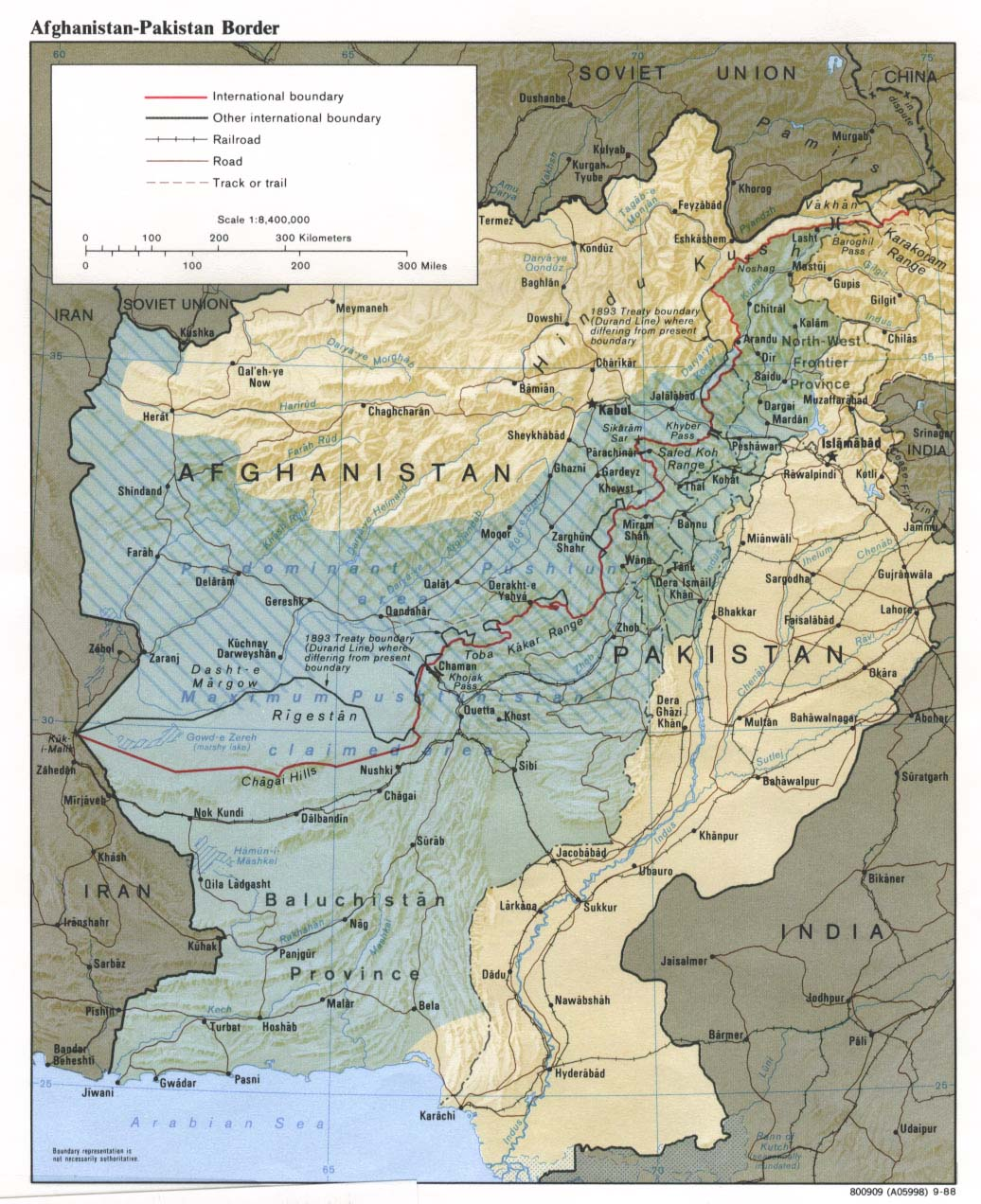
Die Durand-Linie (rote Linie) bildet die Grenze zwischen den beiden Ländern Afghanistan und Pakistan.

1893 zwangen die Briten das Emirat Afghanistan, die Durand-Linie, die die Siedlungsgebiete der Paschtunen zerschnitt, als Demarkationslinie zwischen Afghanistan und Britisch-Indien anzuerkennen. Nach der Teilung Britisch-Indiens wurden die Gebiete mit überwiegend paschtunischer Bevölkerung nach einem Referendum, bei dem jedoch nur der Anschluss an Indien oder an Pakistan zur Wahl standen, Pakistan zugeschlagen. Auch Afghanistan beanspruchte diese Gebiete unter Berufung auf historische Rechte und die Wolesi Dschirga beschloss 1949 die Etablierung eines unabhängigen Paschtunistan als Ziel afghanischer Politik. Die Idee war, dass ein unabhängiges Paschtunistan aufgrund der engen historischen Verbindung früher oder später in Afghanistan aufgehen würde. Der von 1953 bis 1963 amtierende Premierminister Mohammed Daoud Khan, Mitglied der herrschenden Musaheban-Dynastie und Vetter von König Mohammed Zahir Schah, war erklärter Verfechter dieser Politik. Während der 1950er kam es mehrfach zu ernsthaften Krisen zwischen beiden Ländern und die Beziehungen erreichten 1960/61 einen Tiefpunkt, nachdem Stammeskrieger und afghanische Truppen in pakistanisches Territorium eindrangen und Pakistan afghanische Stellungen bombardierte. Nach Daouds Rücktritt 1963 trafen beide Länder auf Vermittlung des iranischen Schah neue Vereinbarungen und die Beziehungen normalisierten sich wieder.
Am 17. Juli 1973 war Daoud in einem Putsch gegen den König Zahir Schah mit Unterstützung des Parcham-Flügels der kommunistischen Demokratischen Volkspartei Afghanistans (DVPA) an die Macht gelangt und rief die Republik Afghanistan aus. Die Beziehungen zu Pakistan verschlechterten sich umgehend. Ermutigt von der Abspaltung Bangladeschs (vormals Ostpakistan) 1971 setzte Daoud die Paschtunistanfrage wieder auf die politische Tagesordnung und ließ Ausbildungscamps für belutschische Separatisten errichten. Daoud unterdrückte jegliche Opposition und ließ militante Islamisten festnehmen. Mehrere prominente Islamisten, unter ihnen Ahmad Schah Massoud und Gulbuddin Hekmatyār, konnten sich jedoch nach Pakistan absetzen. Dort sah die säkulare Regierung unter Zulfikar Ali Bhutto die afghanischen Islamisten als Instrument, um sie gegen Daoud einzusetzen und ihn an den Verhandlungstisch zu zwingen. Ein Umsturzversuch der Islamisten mit Unterstützung des pakistanischen Geheimdienstes ISI im Juli 1975 schlug jedoch fehl. Nach gegenseitigen Staatsbesuchen 1976 beruhigte sich der Konflikt wieder.

## Der Ausbruch des Bürgerkriegs
Am 27. April 1978 erlangte die DVPA in einem Staatsstreich die Macht. Präsident Daoud wurde zusammen mit mehreren Familienmitgliedern erschossen und die DVPA rief die Demokratische Republik Afghanistan mit Nur Muhammad Taraki als Präsident und Premierminister, Hafizullah Amin als Außenminister und Babrak Karmal als Vizepräsident aus. Die DVPA war seit 1967 in die zwei zuweilen verfeindeten Flügel Chalq (Volk) unter Führung von Taraki und Amin und Parcham (Fahne) mit Karmal an der Spitze gespalten. 1977 vereinigten sich die beiden Flügel unter sowjetischem Druck wieder. Ab Juli 1978 begann die neue Regierung, Dekrete zu verabschieden, die eine Landreform, Maßnahmen zur Alphabetisierung, die Abschaffung des Brautpreises, Einführung eines Mindestheiratsalters und das Verbot von Wucher beinhalteten. Die Reformen waren jedoch schlecht durchdacht und umgesetzt, nahmen auf lokale Begebenheiten kaum Rücksicht und brachten der Landbevölkerung letztendlich keine Verbesserung ihrer Lebensumstände. Gleichzeitig hatte die DVPA eine geringe politische Basis im Land und versuchte, die Reformen mit Gewalt zu erzwingen. Die Sowjets glaubten, dass das Land für die Reformen noch nicht bereit sei und waren über die Politik der DVPA verärgert, waren aber dennoch entschlossen, die Regierung zu stützen. Schon im Juli 1978 brachen Unruhen im Nordosten in der Provinz Nuristan aus, nachdem Stammesmitglieder der Illoyalität gegenüber der Regierung verdächtigt und hingerichtet wurden. Im März 1979 wurde Herat im Westen Afghanistans über mehrere Tage von Unruhen erschüttert, bei denen nach Schätzungen etwa 5.000 bis 25.000 Menschen umkamen, darunter mehrere sowjetische Entwicklungshelfer und Berater. Mehrere tausend Soldaten der afghanischen Armee liefen dabei zum Widerstand über. Der Aufstand konnte schließlich nach massivem Einsatz der afghanischen Armee und Bombardierungen der Luftwaffe niedergeschlagen werden. Bis zum Sommer 1979 hatte sich der Konflikt zu einem Bürgerkrieg ausgeweitet. Am Vorabend der sowjetischen Intervention kontrollierte die Regierung nur noch etwa ein Viertel des Landes. Letztendlich war es nicht die sowjetische Intervention im Dezember 1979, sondern die Machtübernahme der afghanischen Kommunisten, die das Land in einen Bürgerkrieg stürzte. Schätzungen zufolge sind in den rund 20 Monaten von der Saurrevolution bis zum Einmarsch der sowjetischen Truppen zwischen 50.000 und 100.000 Menschen der Gewaltherrschaft der DVPA-Regierung zum Opfer gefallen.

## Carter genehmigt die Operation Cyclone
Im Rahmen der Eindämmungspolitik des Kalten Kriegs initiierten die USA die Gründung des Bagdadpakts und der SEATO als Gegengewicht zur Sowjetunion. Afghanistans Nachbarn Iran und Pakistan traten dem Bagdadpakt 1955 bei und waren die strategischen Partner der USA in der Region. Afghanistan spielte damit nur eine untergeordnete Rolle für die USA. Das Ziel in Afghanistan war es über weite Strecken des Kalten Krieges, der Sowjetunion keinen übermäßigen Einfluss zu gewähren. Zudem akzeptierten die USA, dass Afghanistan zum sowjetischen Einflussbereich gehört. Nach dem Coup der Demokratischen Volkspartei Afghanistans (DVPA) im April 1978 betrachteten die USA die Politik der Regierung zunächst noch abwartend und das moderate Entwicklungshilfeprogramm wurde aufrechterhalten. In der ersten öffentlichen Erklärung vermied die afghanische Regierung eine Zuschreibung als kommunistisch, eine zunehmende Anlehnung an die Sowjetunion war jedoch nicht zu übersehen. Am 5. Dezember 1978 wurde in Moskau ein afghanisch-sowjetischer Freundschaftsvertrag unterzeichnet und in den nächsten Monaten wurden weitere Abkommen über technische und wirtschaftliche Zusammenarbeit abgeschlossen.

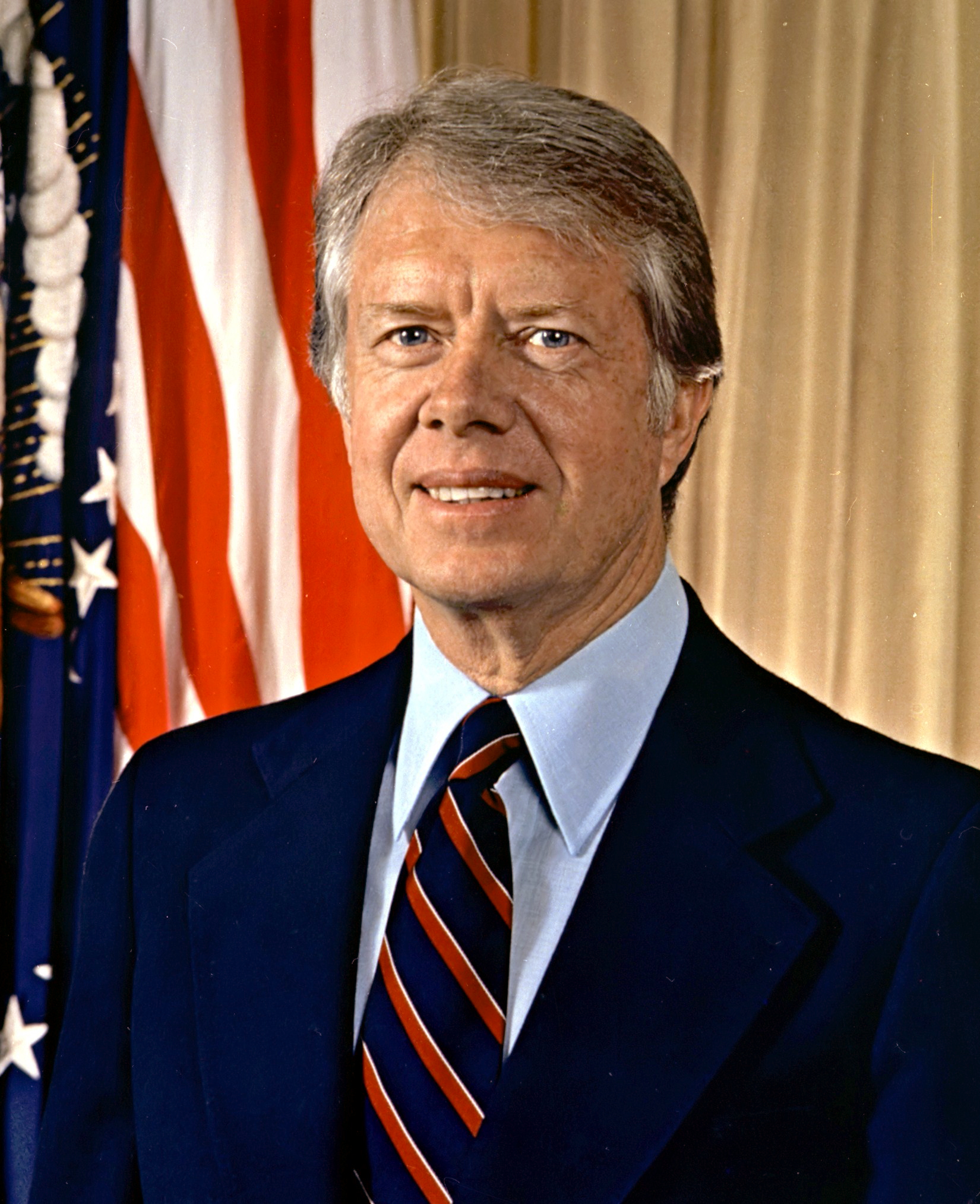
US-Präsident Jimmy Carter

Die Islamische Revolution im Iran Anfang 1979 und der daraus resultierende Verlust des Irans als strategischer Partner und die Ermordung des US-Botschafters Adolph Dubs im Februar 1979 waren jedoch ein Wendepunkt. Dubs war von einer bewaffneten Splittergruppe entführt worden. Bei einem gewaltsamen Befreiungsversuch der afghanischen Sicherheitskräfte kam Dubs unter ungeklärten Umständen ums Leben. Die USA machten die afghanische Regierung mitverantwortlich für den Tod ihres Botschafters und dies führte zu einer Neubewertung ihrer Politik. In der zweiten Hälfte der 1970er-Jahre setzte sich in den USA zunehmend die Wahrnehmung durch, gegen die Sowjetunion ins Hintertreffen geraten zu sein und die öffentliche Meinung favorisierte eine Politik der Erneuerung amerikanischer Macht. Dies bestärkte innerhalb der Carter-Regierung die Position des „Hardliners“ Brzeziński, der sich zunehmend gegen Außenminister Cyrus Vance durchsetzen konnte. Brzeziński sah die Sowjetunion einseitig Vorteile aus der Entspannungspolitik ziehen. Die Sowjetunion hatte strategisch mit den USA gleichgezogen und, so Brzeziński, baue jetzt ihre Position in der Dritten Welt auf Kosten der USA aus. Brzeziński vertrat daher eine Politik der Konfrontation, um der Sowjetunion Grenzen aufzuzeigen, während Vance das bisher Erreichte in der Entspannungspolitik und den Verhandlungen zu SALT II nicht gefährden wollte und daher eine kooperativere Politik vertrat. Der Betrag der Entwicklungshilfe im Umfang von 15 Millionen US-Dollar wurde halbiert und die militärische Unterstützung im Wert von 250.000 US-Dollar wurde eingestellt. Zunächst nahm die CIA noch Abstand von einer Unterstützung des Widerstands, weil sie befürchtete, dies würde den sowjetischen Einfluss ausweiten, nach Dubs’ Ermordung nahm die CIA eine aktivere Rolle ein und übermittelte im März 1979 einen Vorschlag an das Weiße Haus. Im Mai traf sich ein Emissionär der CIA mit vom ISI ausgewählten Mudschahedin-Führern in Peschawar. Indirekte Unterstützung für den Widerstand leisteten der ISI und die CIA schon Anfang 1979, der genaue Umfang ist jedoch unklar.
Am 3. Juli 1979 unterzeichnete Carter die ersten beiden Direktiven zur Unterstützung der afghanischen Mudschahedin mit einem Betrag von bis zu 695.000 US-Dollar für Propagandamaterial, Funkgeräte und medizinische Versorgung. Dies war der Beginn der Operation Cyclone. Seit 1974 musste jede verdeckte Operation der CIA vom Präsidenten genehmigt werden. Im Herbst weitete die CIA die Unterstützung auf Druck von Präsident Zia aus. Gleichzeitig nahm die sowjetische Präsenz im Land immens zu. In den Ministerien und im Militär waren zivile und militärische Berater allgegenwärtig. Einheiten der sowjetischen Armee übernahmen militärische Aufgaben wie den Schutz des Präsidenten und wurden in der Luftwaffe eingesetzt. Obwohl die US-Geheimdienste über den Sommer 1979 eine zunehmende sowjetische Truppenpräsenz beobachten konnten, war die vorherrschende Meinung, dass die Sowjetunion nicht mit eigenen Truppen in Afghanistan intervenieren würde. Als am 27. Dezember 1979 sowjetische Truppen den Präsidentenpalast außerhalb von Kabul einnahmen und den afghanischen Präsidenten Amin liquidierten, war das für Präsident Carter eine unangenehme Überraschung.
Wenige Stunden nach der Erstürmung des Präsidentenpalasts sandte Brzeziński eine Analyse an Carter und warnte, eine sowjetische Präsenz in Afghanistan könnte der Auftakt einer weiteren Expansion bis an den Persischen Golf darstellen. In diesem Memo skizzierte er die aus seiner Sicht notwendigen nächsten Schritte: eine Neubewertung der Politik zu Pakistan und eine Bildung einer Allianz unter Miteinbeziehung von China und muslimischen Ländern. Er äußerte sich jedoch skeptisch, was die Aussicht anbelangt, der Sowjetunion ihr eigenes Vietnam zu bereiten. Dazu seien die Mudschahedin zu schwach organisiert und nur unzureichend bewaffnet. Carter genehmigte am 28. Dezember eine weitere verdeckte Operation mit Waffenlieferungen an den afghanischen Widerstand mit einem jährlichen Volumen von 30 Millionen US-Dollar (dazu sollten noch 20 Millionen US-Dollar im Sommer desselben Jahres hinzukommen). Die USA glaubten nicht, dass der afghanische Widerstand die Sowjetunion militärisch besiegen könne. Das Ziel der Operation war daher, die Intervention für die Sowjetunion so kostspielig wie möglich zu machen. Am 10. Januar 1980 erreichte die erste Lieferung Pakistan.
Am 23. Januar 1980 verdammte Carter in seiner jährlichen Rede zur Lage der Nation die sowjetische Intervention als möglicherweise größte Bedrohung des Weltfriedens seit dem Zweiten Weltkrieg und erklärte den Nahen Osten ausdrücklich zur Einflusssphäre der USA. Jeder Versuch einer auswärtigen Macht, die Kontrolle über den Persischen Golf zu erlangen, werde als „Angriff auf die lebenswichtigen Interessen der Vereinigten Staaten betrachtet“ und „unter Einsatz aller notwendigen Mittel, einschließlich militärischer Macht, zurückgewiesen werden“. Diese Politik wurde als die Carter-Doktrin bekannt. Der Historiker und Brzeziński-Biograf Justin Vaïsse schrieb, die Carter-Doktrin sei eigentlich eine Brzeziński-Doktrin. Im Zuge der Doktrin wurde eine „schnelle Einsatzgruppe“ mit 100.000 Mann für einen kurzfristigen Einsatz in der Golf-Region aufgestellt. Die sowjetische Intervention hatte diese Entwicklung jedoch nur beschleunigt. Carter hatte schon 1977 die Aufstellung von Truppen vorgeschlagen.

## Die Formierung einer anti-sowjetischen Allianz
Die sowjetische Intervention wurde weltweit harsch kritisiert. Eine Resolution der UN, die den sofortigen Abzug der sowjetischen Truppen forderte, wurde von 108 Staaten bei 18 Gegenstimmen und 18 Enthaltungen befürwortet. Während einer Konferenz der Islamischen Weltliga in Kuala Lumpur im Januar 1980 verurteilten siebenunddreißig Staaten die sowjetische Aggression und suspendierten die Mitgliedschaft Afghanistans. Selbst einige Staaten mit einer linksgerichteten Regierung wie Indien, Nordkorea, Albanien und Jugoslawien verurteilten die Intervention. Lediglich die Staaten des Warschauer Pakts standen zur Sowjetunion, obwohl auch von dort vereinzelt Kritik zu vernehmen war. Die meisten europäischen Regierungschefs hielten die Reaktion Carters jedoch für überzogen. Bundeskanzler Helmut Schmidt reiste im Juni 1980 gegen den Wunsch der USA nach Moskau, um den Dialog mit der Sowjetunion aufrechtzuerhalten.
Vor der sowjetischen Intervention erhielt der afghanische Widerstand Unterstützung von den USA, Pakistan, Iran, Saudi-Arabien, Kuwait, Ägypten und Libyen, allerdings in geringem Umfang. Anfang Februar 1980 reisten der stellvertretende Außenminister Warren Christopher und Zbigniew Brzeziński nach Pakistan. Pakistans Präsident Mohammed Zia-ul-Haq war im Juli 1977 durch einen unblutigen Militärputsch an die Macht gelangt. Die US-pakistanischen Beziehungen verschlechterten sich zusehends nachdem Zia-ul-Haq seinen Vorgänger Zulfikar Ali Bhutto trotz internationaler Proteste hinrichten ließ und wegen des pakistanischen Nuklearwaffenprogramms. Dies führte dazu, dass die Carter-Regierung die Wirtschaftshilfen für Pakistan im April 1979 einfror. Mit der sowjetischen Intervention änderte sich dies grundlegend, Bedenken gegen das Nuklearwaffenprogramm traten in den Hintergrund. Zia schob Einwände der Mehrheit des inneren Führungskreises, der mit der Sowjetunion zu einer Verständigung kommen wollte, beiseite und genehmigte nach CIA-Berichten im Mai 1979 ein verdecktes Hilfsprogramm. Zia befürchtete, die afghanische Regierung würde den paschtunischen Nationalismus anstacheln und Pakistan wäre bei einem von der Sowjetunion kontrollierten kommunistischen Regime zwischen zwei feindseligen Nachbarn – Afghanistan und Indien – eingeschlossen. Zudem brachte auch die kommunistische Regierung unter Taraki ihre Unterstützung für ein unabhängiges Paschtunistan zum Ausdruck. Christopher und Brzeziński versicherten während ihres Besuchs Zia die Unterstützung der Vereinigten Staaten. Zia bezeichnete die angebotene Hilfe im Wert von 400 Millionen US-Dollar jedoch als „Peanuts“ und hoffte auf ein besseres Angebot. Bei einer Visite eines Flüchtlingslagers am Chaiber-Pass am 3. Februar sprach Brzeziński zu den versammelten afghanischen Flüchtlingen: „Das Land dort drüben ist euer Land. Ihr werdet eines Tages heimkehren in eure Häuser und Moscheen, denn Gott ist auf eurer Seite.“
Ähnlich wie die USA nahmen die Saudis die sowjetische Intervention als Bedrohung der Öl-Staaten am Persischen Golf wahr. Zudem versprach sich Saudi-Arabien durch die Unterstützung der afghanischen Mudschahedin einen Gewinn an Ansehen in der islamischen Welt in ihrer Politik der Eindämmung der islamischen Revolution im Iran. Saudi-Arabien stimmte kurz nach der Intervention einer Anfrage Pakistans über finanzielle Unterstützung zu. Im Gegenzug entsandte Pakistan eine Armee mit 20.000 Mann nach Saudi-Arabien zum Schutz gegen regionale Widersacher. Im Juli 1980 erzielten die USA und Saudi-Arabien eine Übereinkunft, nach der Saudi-Arabien für jeden US-Dollar, den der US-Kongress genehmigt, einen weiteren Dollar aus eigenen Mitteln zuschießen würde. Darüber hinaus finanzierte der saudische Staat Hilfsorganisationen wie den Saudischen Roten Halbmond, die humanitäre Hilfe bereitstellten.

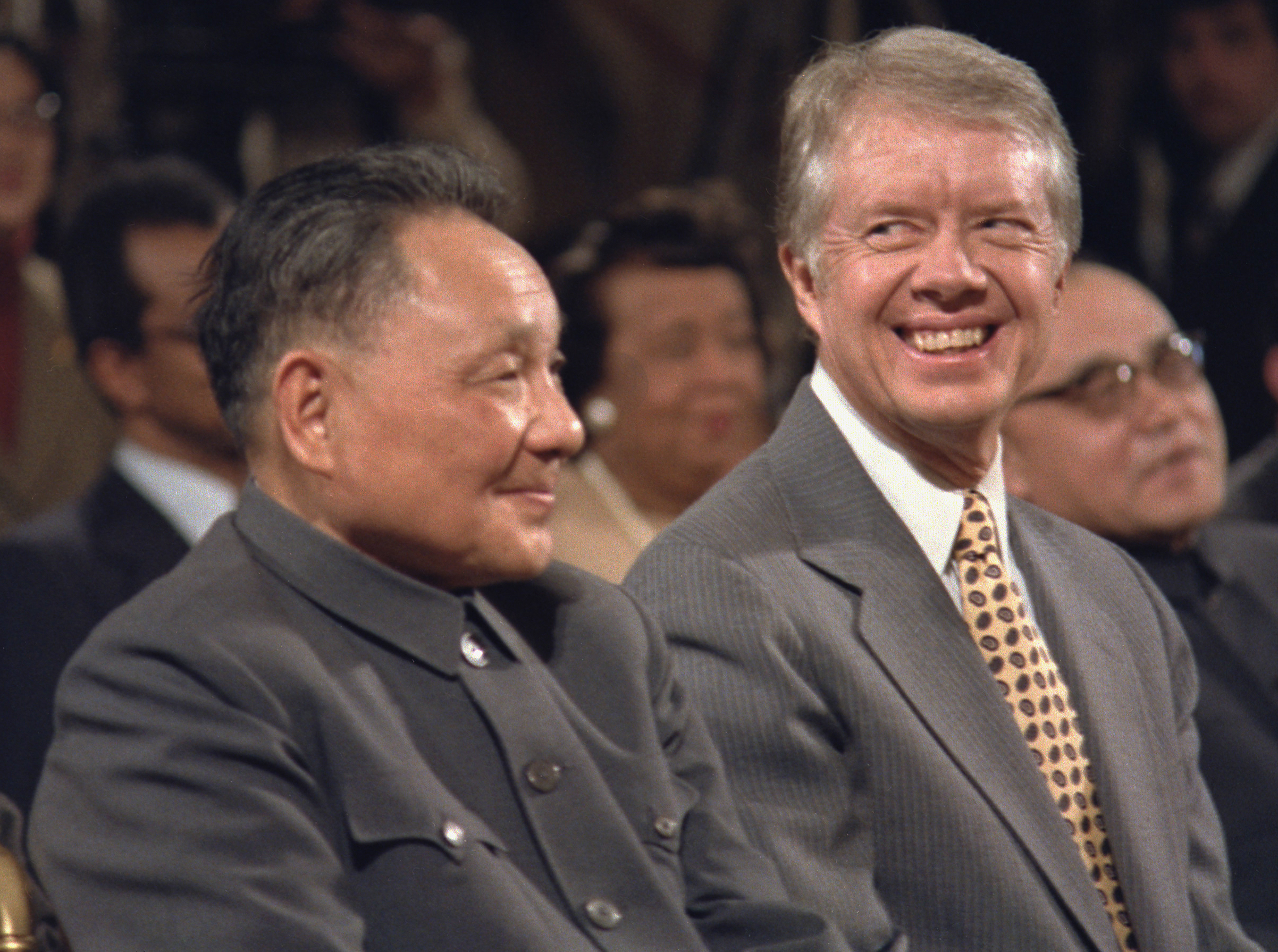
Jimmy Carter und Deng Xiaoping

Während der 1960er verschlechterten sich die chinesisch-sowjetischen Beziehungen zusehends, bis es 1969 gar zu bewaffneten Auseinandersetzungen und einem Zerwürfnis zwischen den beiden kommunistischen Staaten kam. Der seit Ende 1978 faktische Regierungschef Deng Xiaoping war besorgt über die zunehmende sowjetische Machtposition und befürchtete eine sowjetisch-vietnamesische Einkreisung. Zudem verfolgte er eine Reform- und Öffnungspolitik und erhoffte sich von den USA technologische Unterstützung. Ende 1978 kündigten die USA und die Volksrepublik China zeitgleich die Aufnahme von diplomatischen Beziehungen und den Austausch von Botschaftern an. Auch China verurteilte die sowjetische Intervention und Deng Xiaoping erklärte, die sowjetische Intervention demonstriere Moskaus Drang nach „weltweiter Hegemonie“. China schloss sich dem Boykott der Olympischen Sommerspiele 1980 in Moskau an. Wahrscheinlich unterstützte China den afghanischen Widerstand schon vor der sowjetischen Intervention, weitete diese jetzt aber deutlich aus. Im Gegenzug erhöhten die USA Waffenlieferungen und den Technologietransfer an China. Beide Länder richteten gemeinsame Abhörstationen in der westchinesischen Provinz Xinjiang ein, die zur Überwachung des sowjetischen Raketenprogramms dienten und die für die USA den Verlust der im Iran gelegenen Stationen wettmachten. Die CIA unterstützte China jährlich mit etwa 100 Millionen US-Dollar für das Waffenprogramm. Die Unterstützung von Seiten Chinas belief sich über den gesamten Krieg auf mehr als 400 Millionen US-Dollar.

## Finanzierung, Logistik und Ausbildung
Saudi-Arabien überwies das Geld auf ein Schweizer Bankkonto der CIA und diese beschaffte davon und mit den vom US-Kongress genehmigten Mitteln Waffen. Eine weitere Quelle waren Finanzmittel privater Spender vor allem aus den wohlhabenden Golfstaaten, die direkt an die Kriegsparteien gingen. Nach Schätzungen der CIA waren diese Mittel beträchtlich und betrugen bis zu 25 Millionen US-Dollar monatlich. Nur etwa ein Viertel des Geldes an den Widerstand soll aus staatlichen Quellen gekommen sein. Die Operation Cyclone war als geheim eingestuft und die USA und ihre Verbündeten verfolgten bis Mitte der 1980er eine Strategie der glaubhaften Abstreitbarkeit. Daher wurden ausschließlich Waffen beschafft, bevorzugt sowjetischer Herkunft, die nicht zu den USA zurückverfolgt werden konnten. Die ersten Lieferungen bestanden aus mehreren hundert tausend Lee-Enfield-Repetiergewehren aus Griechenland und Indien, einer Standardwaffe der britischen Infanterie bis zu den 1950ern, sowie aus mehreren tausend RPG-7-Panzerbüchsen aus Ägypten und China. Im weiteren Verlauf wurden auch große Mengen an AK-47-Sturmgewehren, schweren DSchK-Maschinengewehren, Mörsern, Landminen und Munition geliefert. Ägypten war bis Präsident Anwar as-Sadat die Seiten im Kalten Krieg gewechselt hatte, ein sowjetischer Klientelstaat gewesen und lagerte noch große Mengen sowjetischer Waffen und stellte diese auch noch her. Die Carter-Regierung hatte Sadat innerhalb weniger Wochen nach der sowjetischen Intervention überzeugen können, Waffen sowjetischer Bauart zu liefern. Zusammen mit China und später auch Israel war Ägypten der größte Waffenlieferant. Israel hatte im Libanonkrieg 1982 von der PLO große Mengen sowjetischer Waffen erbeutet und verkaufte sie nun der CIA. Teilweise konnten auch Waffen über Tarnfirmen oder von korrupten Armeeangehörigen in der DDR, Polen, der ČSSR und in Afghanistan erworben werden. So verkaufte ein polnischer General den USA sowjetische schultergestützte SA-7 Flugabwehrraketen. Die Waffenlieferanten strichen erhebliche Gewinnmargen ein, während die Qualität der Waffen aus Ägypten und der Türkei vom ISI als teilweise veraltet und zuweilen auch als schrottreif angesehen wurde. Die Qualität der Waffen aus China wurde hingegen als tadellos beschrieben. Die Information, die USA würden chemische Waffen an den afghanischen Widerstand liefern, beruhte auf sowjetischer Desinformation.

Finanz- und Waffenströme

Die Waffen wurden anschließend nach Pakistan verschifft, wo die Verantwortung der CIA endete. Pakistan bestand darauf, dass die Verteilung der Waffen und Ausbildung der Mudschahedin ausschließlich in ihrer Verantwortung lagen. Der pakistanische Geheimdienst ISI verteilte die Waffen in der Nähe von Peschawar an die Parteien des afghanischen Widerstands, die diese wiederum an ihre Kommandeure weitergaben. Der ISI entschied, welche Partei welche Waffen in welcher Menge erhält. Nach Angaben des verantwortlichen ISI-Offiziers hatten weder Präsident Zia noch die USA bei dieser Entscheidung mitzureden. Die Verteilung wurde auf Basis der Effektivität der Partei im Kampf vorgenommen. Dabei spielte die Anzahl der Anhänger keine Rolle, wohl aber ob die Region, in der die Gruppe aktiv war, strategische Bedeutung besaß und die militärische Durchschlagskraft. Der ISI kontrollierte die Aktivitäten anhand von abgehörter Kommunikation und glich sie mit den von der CIA und dem britischen Auslandsgeheimdienst MI6 zur Verfügung gestellten Satellitenaufnahmen und Geheimdienstberichten ab.
Von Peschawar aus erfolgte der Weitertransport nach Afghanistan über sechs Hauptrouten mit Lastkraftwagen oder Lasttieren wie Maultieren, Pferden oder Kamelen. Eine der Routen verlief über den Iran. Die Sowjets nahmen die Transporte gezielt unter Beschuss. Während einer Operation im Mai 1987 töteten die Sowjets 187 Mudschahedin und stellten große Mengen an Ausrüstung und Munition sicher. Insgesamt konnten die Sowjets nur etwa 15 bis 20 Prozent der Transporte abfangen. Es ist jedoch unklar, wie viele Waffen den Widerstand tatsächlich erreicht haben. Nach einigen Schätzungen wurde etwa ein Drittel bis die Hälfte von Pakistan abgezweigt oder von den Mudschahedin auf dem Schwarzmarkt verkauft. Der verantwortliche ISI-Offizier erklärte hingegen, es sei nur ein geringer Anteil für die pakistanische Armee abgezweigt worden. Durch die massive Zunahme der Waffenlieferungen ab Mitte der 1980er wurden Lasttiere zur Mangelware und die CIA sah sich gezwungen, Maultiere unter anderem in China, Ägypten, Argentinien und den USA zu beschaffen und nach Pakistan zu verschiffen.
Während bis Ende 1983 rund 3.000 Mudschahedin in zwei Ausbildungslagern des ISI ausgebildet wurden, stieg die Gesamtzahl bis Ende 1987 auf über 80.000 in sieben Lagern an. Um einer Entdeckung zu entgehen, wurden die Camps regelmäßig verlegt. Die Mudschahedin wurden von Offizieren des ISI ausgebildet. Bei spezieller Ausrüstung wie den Stinger-Luftabwehrraketen wurden die Pakistanis von CIA- oder chinesischem Personal ausgebildet, die wiederum die Mudschahedin trainierten. Unabhängig vom ISI wurden einige von Massouds Männern vom MI6 in Großbritannien ausgebildet. Umgekehrt betrieb der afghanische Geheimdienst KhAD mit KGB-Unterstützung Ausbildungslager für Separatisten aus den pakistanischen Provinzen Baluchistan und Sindh.

## Der afghanische Widerstand
Die repressive Politik der DVPA führte zu einem landesweiten bewaffneten Widerstand. Dieser war zunächst getragen von Stämmen und der Islam spielte eine untergeordnete Rolle, dessen Bedeutung innerhalb des Widerstands nahm aber ab Sommer 1979 zu. Pakistan kontrollierte sowohl die Gelder der verdeckten Operation als auch die humanitären Spenden. Ab 1984 beschränkte der ISI die Zuteilung von Waffen ausschließlich an sieben sunnitische Parteien, die sogenannten Peschawar-Sieben. Zia hatte im Februar 1979 in einer Fernsehansprache die Einführung der Scharia angekündigt. Dies war der Auftakt zu einer fortschreitenden Islamisierung des Landes. Zia sah die Islamisierung als Instrument für die Eindämmung von Unabhängigkeitsbestrebungen nationaler Minderheiten in Belutschistan und Sindh, die die Einheit des pakistanischen Staates immer wieder bedrohten. Das Ziel Zias war es, eine Pakistan freundlich gesinnte Regierung in Afghanistan als Gegengewicht zu Indien aufzubauen und vor allen Dingen eine Allianz zwischen Afghanistan und Indien zu verhindern. Daher unterstützte Pakistan bevorzugt islamistische Parteien, die mit etwa 75 Prozent den größten Anteil an Waffen einstrichen. Die Islamische Partei von Hekmatyār wurde über die Dauer des gesamten Kriegs der Hauptklient des ISI.
| Name                                       | Name in Deutsch                                  | Führer                    | Ausrichtung                  | Anteil     |
| Hizb-i Islāmī (Hekmatyār)                  | Islamische Partei                                | Gulbuddin Hekmatyār       | Radikal-islamistisch         | 20 Prozent |
| Dschamiat-i Islāmi Afghanistān             | Islamische Versammlung Afghanistans              | Burhānuddin Rabbāni       | Moderat-islamistisch         | 20 Prozent |
| Itehad-e Islāmi Bara-e Azadi-e Afghanistān | Islamische Einheit für die Freiheit Afghanistans | Abdul Rasul Sayyaf        | Radikal-islamistisch         | 20 Prozent |
| Hizb-i Islāmī (Chalis)                     | Islamische Partei                                | Junis Chalis              | Islamistisch                 | 15 Prozent |
| Harakat-e Engelabe-e Islāmi                | Bewegung für die islamische Revolution           | Mohammad Nabi Mohammadi   | Traditionell-islamistisch    | 25 Prozent |
| Mihaz-e Melli-e Islāmi-e                   | Nationale Islamische Front                       | Said Ahmad Gilani         | Traditionell-nationalistisch | 25 Prozent |
| Dschebhe-e Nedschat-e Melli-e Afghanistān  | Nationale Befreiungsfront Afghanistans           | Sibghatullah Modschaddedi | Traditionell-nationalistisch | 25 Prozent |

Unter den schiitischen Hazara bildete sich ab 1978 auch eine Widerstandsbewegung gegen die Regierung. Der Iran belieferte diese Gruppen mit Waffen und entsandte Mitglieder der Iranischen Revolutionsgarde zur Ausbildung der Aufständischen. Ab 1983 reduzierte sich der Umfang des Programms wegen des Iran-Irak-Kriegs. Die acht schiitischen Gruppierungen schlossen sich 1987 auf Druck des Irans zu einer Partei zusammen.

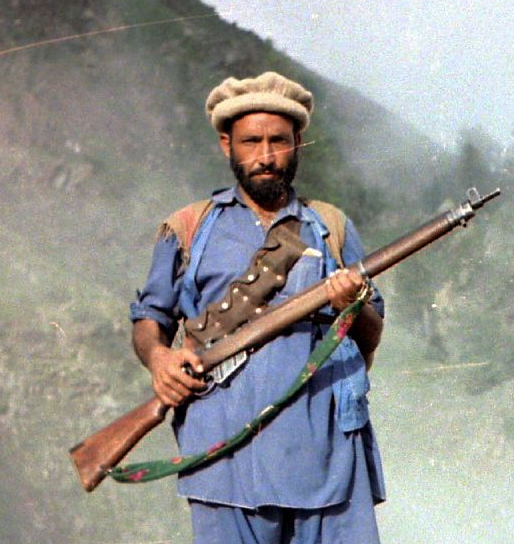
Mudschahid mit Lee-Enfield-Repetiergewehr

Die Mudschahedin hatten in der ersten Phase des Krieges Anfang 1980 erhebliche Verluste erlitten und zogen sich in unzugängliche Regionen im Gebirge zurück. Die meisten Kampfhandlungen des Krieges fanden im Osten Afghanistans entlang der pakistanischen Grenze und im Pandschschir-Tal statt. Im April 1980 führten die sowjetischen Streitkräfte die erste von insgesamt neun großen Militäroperation während des Krieges im Pandschschir-Tal durch. Die sowjetischen und afghanischen Truppen nahmen den Talgrund ein, die Mudjahedin zogen sich zurück und das Regime ließ eine kleine Truppenpräsenz zurück. Anschließend nahmen die Mudjahedin das Tal wieder ein. Dieses Muster sollte sich während des Krieges häufig wiederholen.
Der Widerstand im Pandschir-Tal wurde von Ahmad Schah Massoud organisiert, der sich durch sein militärisches Geschick den Beinamen „Löwe vom Pandschschir“ erworben hatte. Obwohl der Eingang des Pandschir-Tals, etwa 150 Kilometer nördlich von Kabul gelegen, strategisch wichtig direkt an der Nachschublinie der Sowjets durch den Salang-Tunnel lag, erhielt Massoud vergleichsweise wenig Unterstützung durch den ISI. Massoud war mit Rabbānis Partei Dschamiat-i Islāmi assoziiert, der jedoch nur einen Bruchteil seiner Waffenzuteilungen an Massoud weitergab, um dessen Einfluss zu begrenzen und seine Beziehungen zum ISI nicht zu gefährden. Im Frühjahr 1983 vereinbarte Massoud einen Waffenstillstand mit der afghanischen Regierung und den Sowjets. Dieses Abkommen wurde vielfach in Afghanistan und im Ausland als Kapitulation angesehen und gab dem ISI, der ohnehin schon gegenüber nicht-paschtunischen Parteien misstrauisch war, Rechtfertigung für die geringen Waffenzuteilungen. So erhielt Massoud von den ab 1986 gelieferten Stinger-Raketen weniger als ein Prozent und das erst im Jahr 1991. Massoud reagierte darauf, indem er internationale Kontakte, vor allen Dingen zu Frankreich, herstellte und von dort finanzielle Unterstützung erhielt. Der französische Auslandsgeheimdienst DGSE und auch der britische MI6 lieferten Ausrüstung ins Pandschir-Tal. Zudem gelang es Massoud, weitere Mittel von Hilfsorganisationen zu erhalten. Die Briten und Franzosen unterlagen nicht den restriktiven Regeln der CIA, deren Offizieren es strikt untersagt war, in Afghanistan zu operieren. In einem Vorfall wurden von den Sowjets nach einem Hinterhalt Ausweise britischer Offiziere des SAS sichergestellt, die in Begleitung von Mudschahedin unterwegs waren, was zu einem diplomatischen Zwischenfall führte. Im Frühjahr 1984 brachen die Sowjets mit einer umfangreichen Offensive das zuvor getroffene Abkommen. Trotz aller militärischen Erfolge konnte Massoud die sowjetischen Nachschublinien nie ernsthaft gefährden.

## Die Offensive der Reagan-Regierung

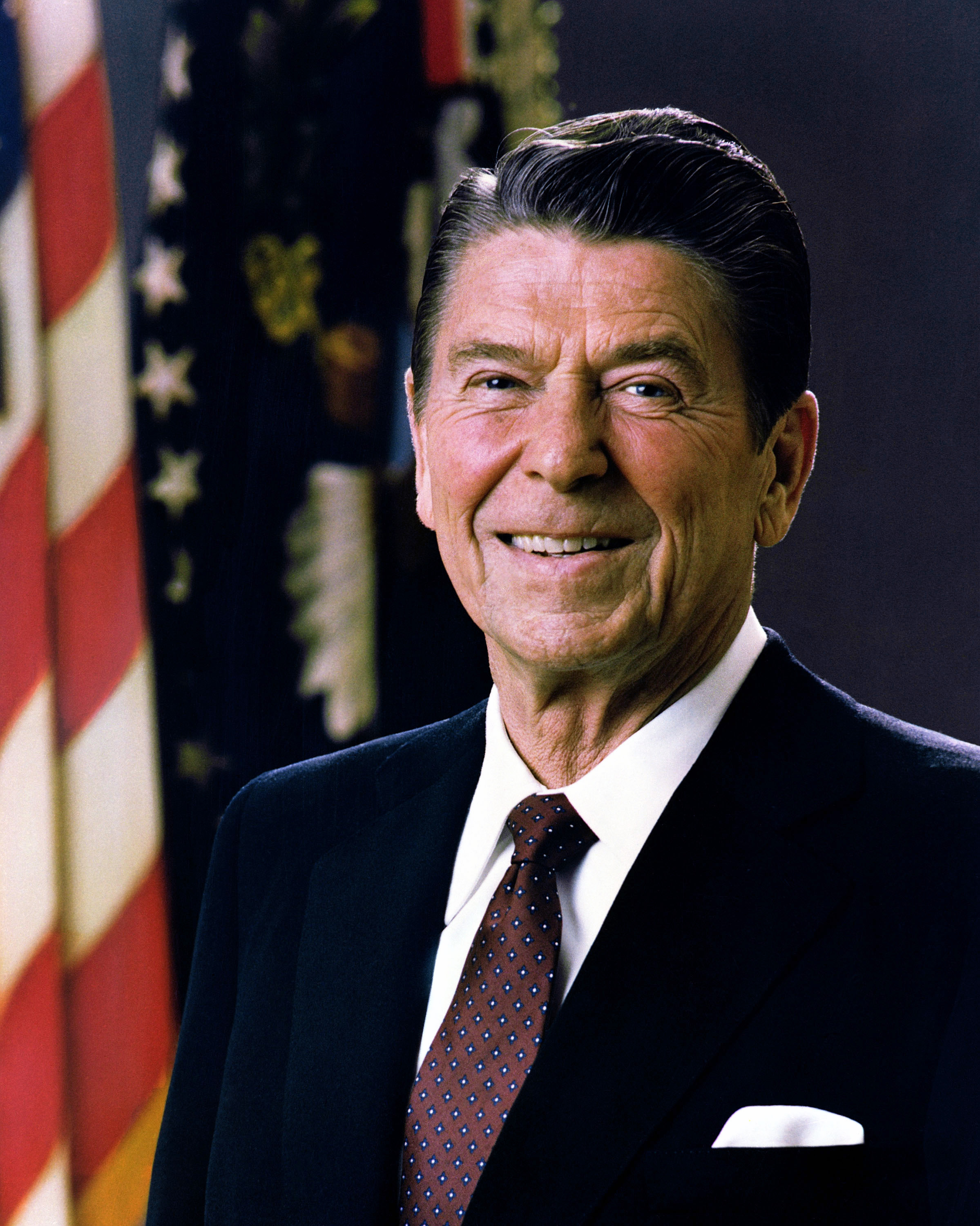
US-Präsident Ronald Reagan

Präsident Carters zurückhaltende Reaktion auf die Geiselnahme von Teheran ließen ihn als schwach und unentschlossen erscheinen. Im Wahlkampf wurde er vom Kandidaten der Republikanischen Partei Ronald Reagan hart kritisiert. Reagan erklärte, der Machtzuwachs der Sowjetunion sei auf die Passivität der Politik Carters zurückzuführen. Reagan lehnte sowohl die Eindämmungspolitik als auch die Entspannungspolitik ab. Nach seiner Auffassung würde die Eindämmung der Sowjetunion in den bestehenden Grenzen nicht dazu beitragen, die Menschen unter ihrer Vorherrschaft zu befreien. Aus denselben Gründen lehnte er die Entspannungspolitik ab, weil diese die bestehenden Verhältnisse zementieren würde. Reagans Ziel war die Beseitigung des Kommunismus, weil dieser mit der individuellen Freiheit inkompatibel sei. Reagan gewann die Präsidentschaftswahl 1980 deutlich. Zum CIA-Direktor ernannte Reagan seinen Wahlkampfmanager William J. Casey und versah ihn als ersten Inhaber dieser Position mit Kabinettsrang. Casey war ebenso wie Reagan ein überzeugter Antikommunist und glaubte, der Konflikt mit der Sowjetunion würde nicht in Europa, sondern in der Dritten Welt entschieden. Er sollte zu einem der einflussreichsten Kabinettsmitglieder und dem bedeutendsten CIA-Direktor seit einer Generation werden.
Die Reagan-Regierung führte zunächst die von Brzezinski entwickelte Politik nahtlos fort. Sie verbesserte das US-Angebot an Zia. Im Juli 1981 erhielt Pakistan ein militärisch-wirtschaftliches Hilfspaket im Umfang von 3,2 Milliarden US-Dollar, das unter anderem vierzig F-16-Kampfflugzeuge beinhaltete. Casey flog ab 1982 zu seiner jährlichen Visite nach Pakistan und Saudi-Arabien, um Geheimdienstinformationen auszutauschen und den Fortschritt der Operation mit Zia in Pakistan und mit König Fahd in Saudi-Arabien zu besprechen. Zias Strategie war, den Widerstand zu unterstützen, ohne eine militärische Reaktion der Sowjetunion oder des Verbündeten Indien gegenüber Pakistan zu provozieren. Zu Besuchern aus den USA sagte er häufig: „Wir müssen dafür sorgen, dass es in Afghanistan brodelt, aber ich muss dafür sorgen, dass es nicht nach Pakistan überschwappt.“ Casey überließ die Details der Operationsführung dem ISI. Gegenüber Kollegen merkte Casey einmal an: „Wir machen das nicht zu unserem Krieg. Die Mudschahedin haben ihre eigene Motivation. Wir müssen ihnen nur helfen, ihnen einfach nur mehr Unterstützung bieten.“

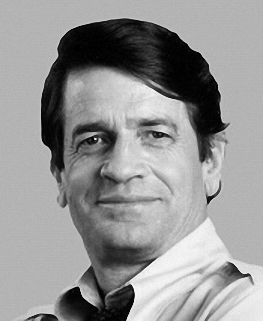
US-Kongressabgeordneter Charlie Wilson

Im Januar 1983 verabschiedete die US-Regierung eine Direktive (NSDD-75), die den Rollback des Kommunismus, die Stärkung demokratischer Bewegungen innerhalb des Warschauer Pakts und die Unterstützung antikommunistischer Guerilla-Bewegungen in der Dritten Welt als Ziel formulierte. Dies war eine Abkehr von der Eindämmungspolitik, der jeder Präsident seit Harry S. Truman gefolgt war. Reagans Formel lautete „Frieden durch Stärke“, um aus einer Position der Stärke heraus mit der Sowjetunion verhandeln zu können. In den Jahren zuvor hatte die Sowjetunion beträchtlichen Einfluss in Südvietnam, Kambodscha, Laos, Angola, Mosambik, Äthiopien, Südjemen, Afghanistan und Nicaragua hinzugewonnen, hatte im Gegenzug jedoch Rückschläge in Bangladesch, Guinea, Indien, Somalia, Irak und im Kongo hinnehmen müssen. Schon die Carter-Regierung hatte begonnen, die Regime in Somalia und in Kambodscha zu unterstützen, die Reagan-Regierung rüstete ab 1981 die Contras im Krieg gegen die linksgerichtete sandinistische Regierung Nicaraguas auf. Der konservative Kolumnist Charles Krauthammer prägte für diese Politik den Begriff „Reagan-Doktrin“. Die Unterstützung des Widerstands in Afghanistan war das Herzstück der Doktrin.
Das Budget der USA für den afghanischen Widerstand betrug in den Jahren von 1981 bis 1983 noch jährlich moderate 60 Millionen US-Dollar und stieg 1984 auf 100 Millionen US-Dollar an. Der Abgeordnete des Repräsentantenhauses und Demokrat Charlie Wilson war während eines Besuchs eines Flüchtlingslagers in Pakistan Ende 1982 zur Überzeugung gelangt, dass die Bewaffnung der Mudschahedin, um sich die gegen die Mi-24-Kampfhubschrauber der sowjetischen Armee zur Wehr zu setzen, völlig unzureichend sei. Wilson argumentierte, die CIA würde gerade ausreichend Waffen liefern, so dass viele der Mudschahedin im Kampf sterben würden, aber nicht genügend, um den Krieg zu gewinnen. Auf der Suche nach einer geeigneten Waffe war er auf die 20-mm-Oerlikon-Kanone des gleichnamigen Schweizer Unternehmens gestoßen und drängte die CIA, diese für die Operation in Afghanistan zu beschaffen. In Israel beauftragte er den Rüstungskonzern IMI Systems, eine Luftabwehrrakete zu entwickeln. Wilson war es als Mitglied des einflussreichen Verteidigungsunterausschusses des Haushaltsausschusses im Oktober 1984 gelungen, auf eigene Initiative eine Budgeterhöhung für den afghanischen Widerstand von 40 Millionen US-Dollar zu erwirken. Der US-Kongress leitete überschüssige Gelder des Pentagons ins Afghanistan-Programm und zusammen mit Wilsons Erhöhung war der Etat 1985 nun auf rund 250 Millionen US-Dollar gestiegen, dazu kam noch der Anteil Saudi-Arabiens. Die CIA und der ISI hielten die Oerlikon für zu schwer für den Transport mit Lasttieren, waren dann aus politischen Gründen gezwungen, die Waffe zu verwenden. Letztendlich erwies sich der Einsatz der Oerlikon als Fehlschlag. Wilson wandelte bei seinen Verhandlungen mit Pakistan und Israel auf einem schmalen Grat, nicht den Logan Act zu verletzen, der Verhandlungen mit ausländischen Regierungen ohne ausdrückliche Genehmigung der US-Regierung untersagt.

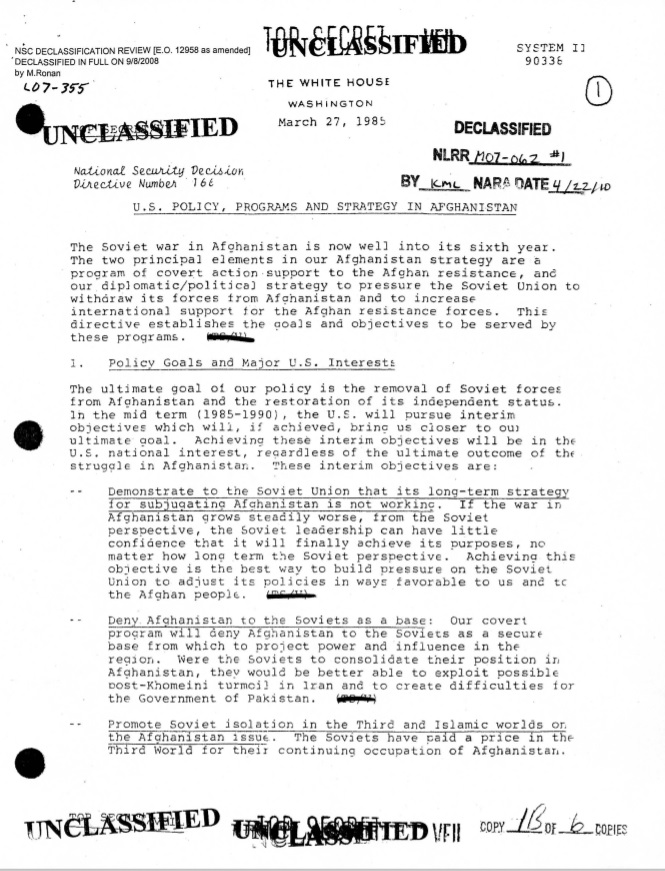
NSDD-166 vom 27. März 1985 beschloss die Ausweitung der Unterstützung

Die Sowjetunion erhöhte im Laufe des Jahres 1984 durch den verstärkten Einsatz von SpezNas-Einheiten den Druck auf die Mudschahedin. Teilweise als Reaktion darauf, aber auch weil die Unterstützung im US-Kongress für das Afghanistan-Programm wuchs, verabschiedete die Reagan-Regierung im März 1985 eine Direktive mit einer veränderten Zielsetzung für die Operation. Während es bisher die Strategie war, die Intervention für die Sowjetunion so kostspielig wie möglich zu machen, formulierte nun die National Security Decision Directive (NSDD) 166 den Rückzug der Sowjetunion aus Afghanistan als Ziel. Die CIA stellte dem ISI nun hochauflösende Satellitenaufnahmen, moderne Kommunikationsausrüstung und große Mengen Plastiksprengstoff zur Verfügung. Unter den neuen Waffen waren nun auch Scharfschützengewehre mit Zielfernrohr und elektronische Sprengzünder, die auch für Attentate verwendet werden konnten. Vorausgegangen war eine Debatte, inwieweit die Lieferung dieser Waffen gegen das unter Präsident Gerald Ford verabschiedete Verbot gezielter Tötungen verstoßen würde. Aus diesem Grund wurden keine Nachtsichtgeräte geliefert und die Satellitenaufnahmen enthielten keine Informationen über Wohneinheiten sowjetischer Militärangehöriger.
Die Mudschahedin begannen verstärkt das mit Flüchtlingen überquellende Kabul mit Mörsern und Raketenwerfern aus chinesischer Produktion zu beschießen. Im April 1986 wurde ein Munitions- und Waffenlager außerhalb Kabuls getroffen. Dabei wurden etwa 40.000 Tonnen Munition zerstört mit einem geschätzten Schaden von 250 Millionen US-Dollar. 1985 und 1986 sandte der ISI Mudschahedin-Einheiten ausgerüstet mit Sprengstoff und Raketenwerfern aus, um Sabotageoperationen auf sowjetischem Gebiet durchzuführen. 1987 wurden die Angriffe nach einer deutlichen Warnung des sowjetischen Botschafters in Islamabad eingestellt. Umgekehrt führten der KGB und der afghanische Geheimdienst KhAD Operationen in Pakistan und im Iran durch. Eine Terrorgruppe entführte 1981 mit Unterstützung des KhAD ein ziviles Flugzeug, erschoss einen pakistanischen Diplomaten und landete es in Kabul. Das US-Budget für 1986 erhöhte sich auf 470 Millionen US-Dollar und im folgenden Jahr auf 630 Millionen US-Dollar.
Zu diesem Zeitpunkt begann die CIA nun auch erstmals, Agenten in Afghanistan unter Umgehung des ISI zu rekrutieren und Mudschahedin-Kommandeure direkt zu finanzieren. Anfang 1989 befanden sich etwa vierzig Gruppierungen auf der Gehaltsliste der CIA. Massoud war dabei mit 200.000 US-Dollar monatlich der größte Empfänger. Ein weiterer Empfänger direkter Unterstützung war Dschalaluddin Haqqani. Die CIA warb auch Agenten unter westlichen Journalisten und Abenteurern an.
Die SA-7 Flugabwehrrakete wurde noch 1973 im Jom-Kippur-Krieg von der ägyptischen Armee mit Erfolg eingesetzt, war aber 1980 nicht mehr auf der Höhe der Zeit. Nach dem Fehlschlag der Oerlikon beschafften die CIA und der MI6 im Jahr 1985 die britische Flugabwehrrakete Blowpipe, obwohl sich diese im Falklandkrieg 1982 nicht bewährt hatte. Bei der Blowpipe musste der Schütze die Rakete abfeuern und sie stehend ohne Deckung per Fernbedienung ins Ziel steuern. Auch der Einsatz der Blowpipe war nicht erfolgreich.

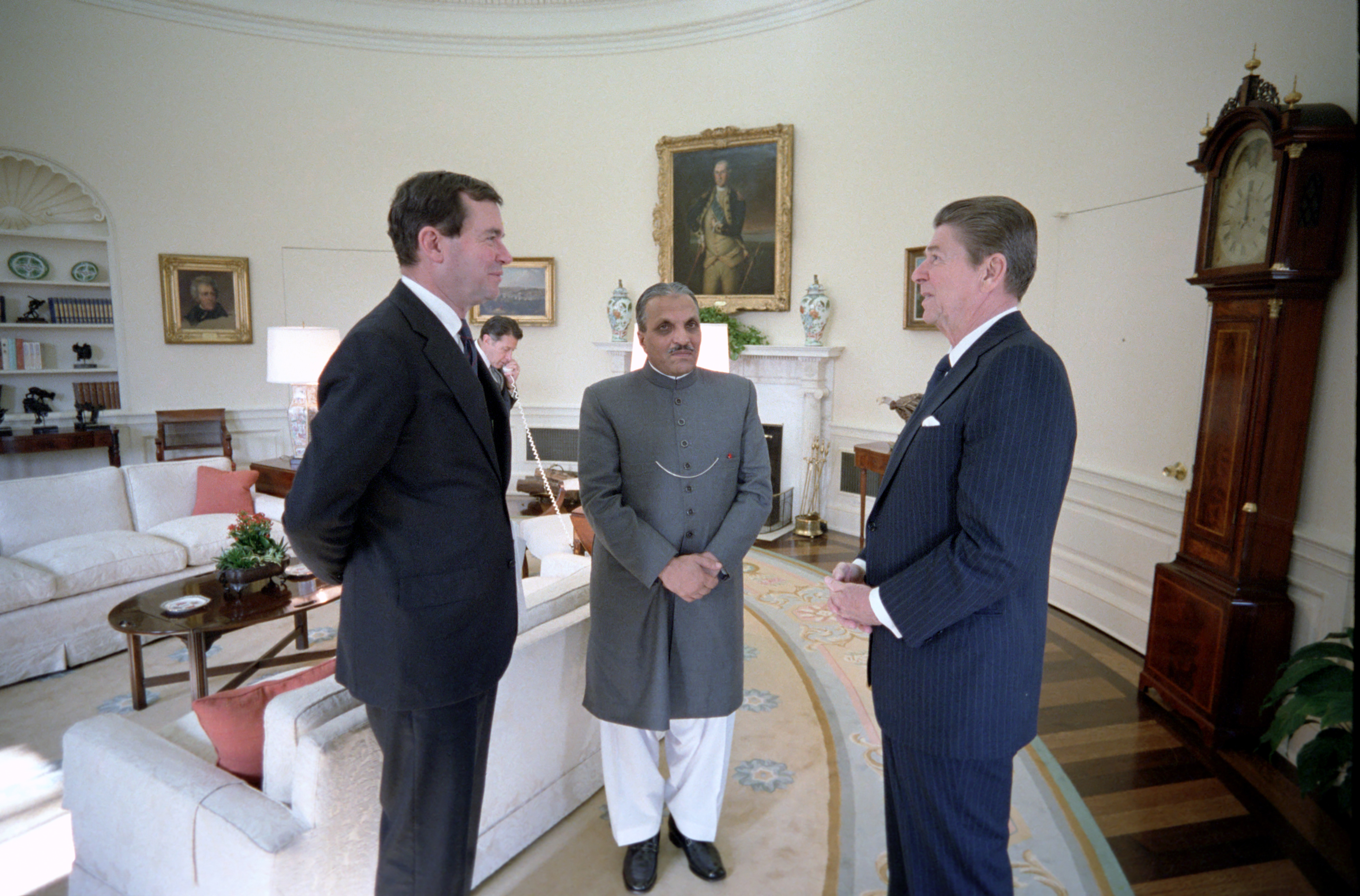
Präsident Ronald Reagan, sein Nationaler Sicherheitsberater Bill Clark und Pakistans Präsident Zia-ul-Haq, 1982

Ronald Reagan hatte schon während des Wahlkampfs 1980 vorgeschlagen, die Mudschahedin mit „schultergestützten wärmesuchenden Raketen“ auszurüsten. Die Stinger fand im Gegensatz zur Blowpipe nach dem Abschuss mit ihrem hitzeempfindlichen Infrarotsuchkopf selbständig ihr Ziel. Konservative um den Unterstaatssekretär im Verteidigungsministerium Fred Iklé und dem republikanischen Senator Orrin Hatch eröffneten gegen Widerstände aus Armee, der CIA und dem Außenministerium eine Kampagne für die Stinger. Die CIA wandte ein, die Lieferung von Stinger-Raketen wäre nicht mit der Politik des glaubhaften Dementis in Einklang zu bringen. Die Unterstützung der Mudschahedin seitens der USA war zu diesem Zeitpunkt jedoch schon längst ein offenes Geheimnis. Die US-Presse hatte schon darüber berichtet, der ägyptische Präsident Sadat räumte 1981 in einem Interview im US-Fernsehen die Lieferung von sowjetischen Waffen offen ein und Präsident Reagan empfing 1981 Führer der Mudschahedin in Washington, die ihr Anliegen um die Lieferung von Boden-Luft-Raketen auf einer Pressekonferenz im Kapitol vorbrachten. Die Armee hatte Einwände, weil sie fürchtete, die streng geheime Technologie könnte in die Hände der Sowjets fallen. Moskau war jedoch schon durch ein Leck in Griechenland im Besitz wichtiger technischer Daten. Darüber hinaus gab es auch Bedenken, die Waffe könnte in den Besitz von Terroristen gelangen. Nach Verhandlungen mit Pakistan und China stimmten beide Länder der Lieferung zu und Zia stellte eine formelle Anfrage für die Stinger. Reagan genehmigte im April 1986 die Stinger-Lieferung für Afghanistan. Diese Entscheidung war zu diesem Zeitpunkt jedoch kein Präzedenzfall mehr. Im November 1985 hatte Reagan schon die Lieferung der Stinger an die UNITA in Angola genehmigt.

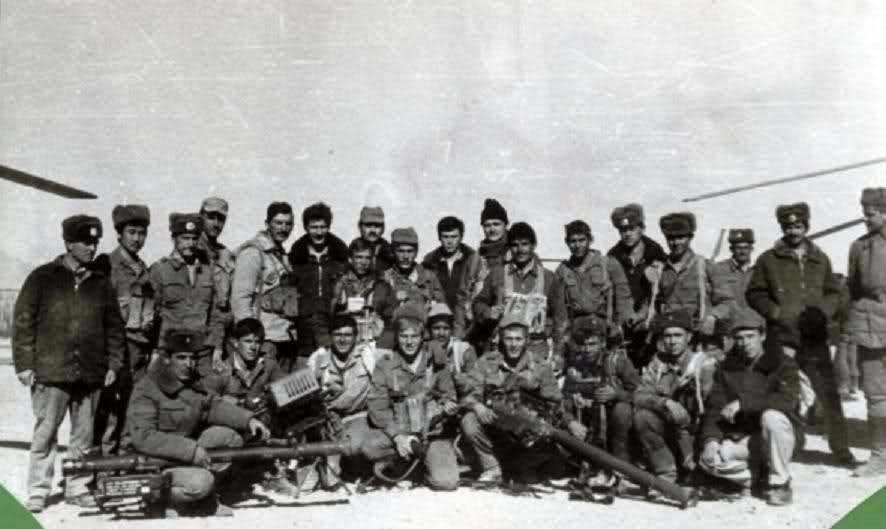
Sowjetische Soldaten mit erbeuteten Stinger-Raketen

Im September 1986 kam die Stinger erstmals in Afghanistan zum Einsatz. Einem kleinen Mudschahedin-Trupp von Hizb-i Islāmī gelang es, drei sich auf dem Anflug auf den Flugplatz von Dschalalabad befindliche Mi-24-Kampfhubschrauber abzuschießen. Die Sowjets stellten daraufhin Luftoperationen in Ostafghanistan für die nächsten Wochen ein. Die Stinger führte auf sowjetischer Seite zu einer völligen Revision ihrer bisherigen Lufttaktik. Flugzeuge und Helikopter flogen daraufhin in größeren Höhen außerhalb der Reichweite der Stinger, begrenzten ihre Flüge tagsüber und stießen Infrarot-Täuschkörper ab. Nach dem ersten Schock führten die sowjetischen Gegenmaßnahmen die Abschussraten auf den Wert vor dem ersten Auftreten einer Stinger zurück. Die Auswirkung der Stinger war hauptsächlich, dass die Bedrohung von Luftangriffen für die Mudschahedin zurückging. Manche Autoren halten die Lieferung der Stinger als entscheidend für den Abzug der Sowjetunion. Andere wenden dagegen ein, dass sie darauf keinen Einfluss hatte, denn Michail Gorbatschow habe die Entscheidung schon ein Jahr vor dem ersten Einsatz einer Stinger getroffen und die Stinger habe den Verlauf des Krieges nicht grundlegend verändert. Gorbatschow selbst hatte in einem Interview 2010 erklärt, die Stinger habe keinen Einfluss auf den Entscheidungsprozess gehabt.
Der sowjetische Verteidigungsminister Sergei Sokolow kündigte an, der erste, dem es gelänge, eine Stinger zu beschaffen, würde zum Held der Sowjetunion ernannt werden. Einer SpezNas-Einheit gelang es erstmals im Januar 1987 eine intakte Stinger zu erbeuten. Der Iran zeigte während einer Militärparade 1987 mehrere Stinger, die sie angeblich für eine Million US-Dollar von Mudschahedin erworben hatten. Insgesamt lieferte die CIA etwa 2.000 bis 2.500 Stinger-Raketen an Mudschahedin-Kommandeure. Nach dem Abzug der Sowjetunion genehmigte US-Präsident George H. W. Bush ein geheimes Programm zum Rückkauf der Stinger, die Operation MIAS (Missing in Action Stingers). Der Verkaufspreis einer Stinger lag zwischen 80.000 und 150.000 US-Dollar. Nach Schätzungen der CIA waren 1996 noch etwa 600 im Umlauf, davon etwa 100 im Besitz des Iran. Einige Raketen fielen in den Besitz al-Qaidas und die Taliban lehnten 1997 ein Angebot der CIA über den Rückkauf der rund 50 Stinger-Raketen in ihrem Besitz ab.
Weitere moderne Waffen erreichten nun ab 1987 die Mudschahedin. Seit 1983 war der Umfang der jährlichen Waffen- und Munitionslieferungen von etwa 10.000 Tonnen auf rund 65.000 Tonnen im Jahr 1987 angestiegen. Die bisher verbreitet eingesetzte RPG-7 hatte eine Reichweite von nur 300 Metern, die französische Panzerabwehrrakete MILAN konnte hingegen noch Panzer bis zu einer Entfernung von 3.000 Metern erreichen. Nach Einführung der MILAN war ein deutlicher Rückgang von Panzerangriffen in ungesichertes Gelände zu verzeichnen. Aus den Beständen des Warschauer Pakts erwarb die CIA eine größere Anzahl von SPG-9-Panzerbüchsen, die eine Reichweite von gut 900 Metern besaß. Pakistan erhielt für die Jahre von 1988 bis 1994 ein weiteres militärisch-wirtschaftliches Hilfspaket im Umfang von 4,2 Milliarden US-Dollar.
Ein weiteres Ziel der CIA war die Aufklärung und Sicherung sowjetischer Waffentechnik. Mitte 1985 landeten zwei Mi-24-Kampfhubschrauber in Pakistan, deren Mannschaften überliefen. Im August 1988 wurde eine Suchoi Su-25 Nahe der pakistanischen Grenze abgeschossen und der CIA gelang es, in den Besitz des weitgehend intakten Kampfflugzeugs zu gelangen. Der Pilot Alexander Ruzkoi lehnte das Angebot der CIA zum Überlaufen jedoch ab. Im Herbst 1993 war er während der Verfassungskrise für wenige Tage russischer Präsident. Auch der bundesdeutsche Nachrichtendienst BND beschaffte in der verdeckten Operation Sommerregen sowjetische Militärausrüstung. Diese war von der Bundesregierung genehmigt und mit einem Budget von 250.000 DM ausgestattet. Dazu unterhielt der BND in Pakistan eine Sanitätsstation als Tarnung, über die Waffen in die Bundesrepublik zur weiteren Analyse weitertransportiert wurden.

## Der Weg zum Genfer Abkommen
Als sich die Sowjetunion im Dezember 1979 für den Einsatz eigener Truppen in Afghanistan entschied, erklärte KPdSU-Generalsekretär Leonid Breschnew, das Ganze werde „in drei oder vier Wochen“ vorbei sein. Das Ziel war nicht die Besetzung des Landes gewesen, sondern Karmal als Regierungschef einzusetzen, das Regime zu stabilisieren und die sowjetischen Truppen wieder abzuziehen. Auch sollte das Begrenzte Kontingent der sowjetischen Truppen in Afghanistan, wie die offizielle Bezeichnung lautete, nicht direkt in Kampfhandlungen involviert werden. Diese Erwartungen erwiesen sich jedoch schon bald als unrealistisch. Der von den Sowjets eingesetzte afghanische Präsident Karmal hatte nur begrenztes Vertrauen in seine eigene Armee und forderte eine aktive Beteiligung der Sowjetarmee. Gleichzeitig führte die Präsenz ausländischer Truppen zu einer Ausweitung des Widerstands im ganzen Land und dieser nahm nun verstärkt die sowjetischen Truppen ins Visier. Moskau beorderte daraufhin die 40. Armee in den Kampf gegen den Widerstand gemeinsam mit der afghanischen Armee. Die Sowjetarmee setzte gegen die mobilen Mudschahedin auf eine Taktik der verbrannten Erde mit Bombardierungen aus der Luft, dem Einsatz von Landminen und zerstörten Vieh und Ernte mit weitreichenden Folgen für die Zivilbevölkerung. Bis Mitte 1981 waren etwa 2 Millionen Afghanen nach Pakistan geflohen und bis Ende 1984 stieg die Anzahl der Flüchtlinge auf etwa 3 Millionen an.
Bis 1982 gelangte die sowjetische Führung zur Einsicht, dass der Krieg mit militärischen Mitteln allein nicht zu gewinnen sei und von den Vereinten Nationen moderierte Friedensverhandlungen ein Ausweg aus dem Konflikt darstellen könnten. Doch die Spannungen zwischen den Supermächten 1983 und die schnellen Wechsel in der sowjetischen Führung durch den Tod der KPdSU-Generalsekretäre Leonid Breschnew, Juri Andropow und Konstantin Tschernenko verhinderten, dass bis 1985 weitere Initiativen verfolgt wurden. Im März 1985 wurde Michail Gorbatschow zum Generalsekretär der KPdSU ernannt. Gorbatschow war im Gegensatz zu seinen Vorgängern im Amt an der Entscheidung zum sowjetischen Einmarsch nicht beteiligt gewesen und hielt sie für einen großen Fehler. Von Beginn seiner Amtszeit an wollte er die sowjetischen Truppen aus dem Nachbarland abziehen, jedoch ohne dabei den Anschein einer Niederlage für die Sowjetunion zu erwecken. Im Oktober 1985 eröffnete Gorbatschow dem afghanischen Präsidenten Karmal während eines Besuchs in Moskau, dass er beabsichtige, die sowjetische Truppenpräsenz zu beenden. Er empfahl Karmal „eine Rückkehr zum freien Kapitalismus, zu afghanischen und islamischen Werten und die Einbindung der Opposition und feindlich gesinnter Kräfte“. Den ersten öffentlichen Hinweis über seine Absichten lieferte Gorbatschow während seiner Rede am 27. Parteitag der KPdSU im Februar 1986, als er den Afghanistan-Krieg als „blutende Wunde“ bezeichnete.

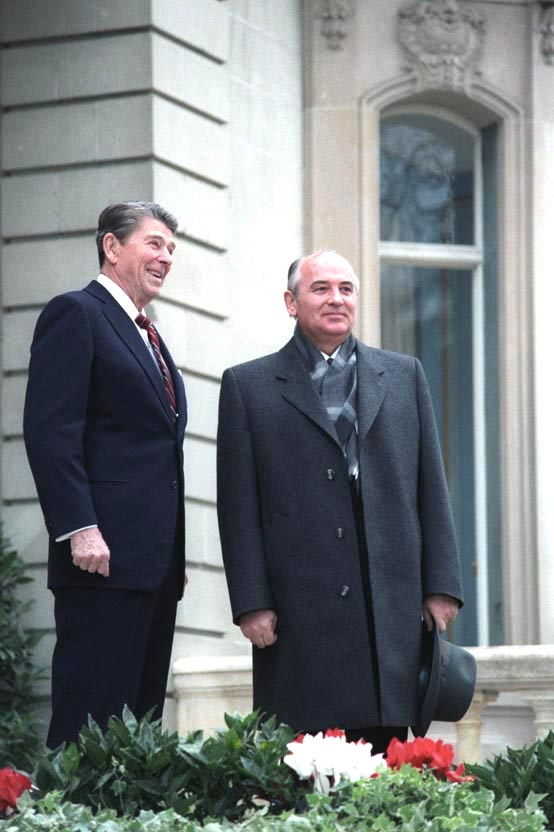
Ronald Reagan und Michail Gorbatschow in Genf

Gorbatschow hatte schon während des ersten Treffens mit Reagan anlässlich der Gipfelkonferenz im November 1985 in Genf die Bereitschaft zu einer Lösung mit einem „neutralen Afghanistan, einem sowjetischen Truppenabzug, der Rückkehr von Flüchtlingen und internationale Garantien der Nichteinmischung“ signalisiert. Reagan antwortete, er unterstütze den „beidseitigen Abzug aller ausländischen Kräfte“ und schlug eine „Koalition von islamischen Staaten“ für die Beaufsichtigung von freien Wahlen vor. Gleichzeitig glaubte Gorbatschow, die Beziehung mit Reagan sei noch nicht reif für weitergehende Verhandlungen über regionale Konflikte. Trotz der Gesprächsbereitschaft beider Staatschefs waren die Verhandlungen in den UN-moderierten Genfer Gesprächen Ende 1985 völlig festgefahren. Die USA waren von der Ernsthaftigkeit der Abzugsbemühungen noch nicht überzeugt. Im Juni 1986 erklärte Gorbatschow im Politbüro: „Wir sind in zwei oder drei Jahren raus, aber das Ergebnis darf nicht wie eine schmähliche Niederlage aussehen“. Gorbatschow stand auch innenpolitisch unter Druck einer Afghanistan-Lobby im Politbüro. Solange Pakistan und die USA die Unterstützung für die Mudschaheddin mit Waffenlieferungen nicht beendeten, waren die Sowjets nicht bereit, ein konkretes Abzugsdatum zu nennen.
Obwohl Gorbatschow sich prinzipiell für den Abzug entschieden hatte, unterschieden sich die Ziele seiner Politik zunächst nicht grundlegend von der unter Andropow drei Jahre zuvor: Die Beendigung der Einmischung von Kräften aus dem Ausland, die internationale Anerkennung der afghanischen Regierung und das Bestehen des Regimes über den sowjetischen Truppenabzug hinaus zu sichern. Die Kämpfe entlang der Grenze zu Pakistan wurden mit zusätzlichen SpezNas-Einheiten und dem verstärkten Einsatz der Luftwaffe ausgeweitet. Diese Ausweitung und eine Erhöhung der Truppenanzahl auf 120.000 Mann wurde jedoch noch während Tschernenkos Amtszeit beschlossen. Zu dieser Zeit fand auch die größte sowjetische Militäroperation während des gesamten Krieges statt. Die sowjetischen und afghanischen Streitkräfte griffen 1987 mit etwa 12.000 Mann ein bei der Ortschaft Zhawar in der Provinz Chost gelegenes Lager und Höhlenkomplex an. Die Regierungskräfte konnten den Komplex nach 57 Tage dauernden Kämpfen unter schweren Verlusten auf beiden Seiten einnehmen. Nach dem Abzug der Regierungstruppen nahmen die Mudschahedin das Lager wieder ein. Umgekehrt machte sich auch die gestiegene US-Unterstützung bemerkbar. „Der Beschuss unserer Garnisonen hat sich verdoppelt“ merkte Verteidigungsminister Sokolow in einer Sitzung des Politbüros an. Ob Gorbatschow seinen Generälen wie in einigen Quellen behauptet, ein oder zwei Jahre Zeit gab, den Krieg zu gewinnen, ist umstritten. Gorbatschow selbst stritt diese Darstellung ab.
Im Mai 1986 ersetzte die sowjetische Führung Karmal durch Mohammed Nadschibullāh, weil sie Karmal nicht mehr zutraute, das Regime zu stabilisieren. Um die Legimitierung der Regierung zu erhöhen, wurde die Politik der Nationalen Versöhnung eingeleitet. Eine Afghanisierung sollte die politische und militärische Verantwortung an die schwache afghanische Regierung übergeben. 1987 rief die Regierung einen Waffenstillstand aus und bot Mitgliedern des Widerstands eine Regierungsbeteiligung an, ohne jedoch die führende Rolle der DVPA in Frage zu stellen. Für den Widerstand war das Angebot nicht attraktiv genug und wurde einhellig abgelehnt. Gleichzeitig stützte sich Nadschibullāh militärisch zunehmend auf den Einsatz von Milizen.
Bis 1987 realisierte die sowjetische Führung, dass sich die Situation nicht verbessert hatte und veränderte den Fokus ihrer Politik zu einer diplomatischen Lösung des Konflikts mit den USA und Pakistan. Gorbatschows Prioritäten lagen auf der Verbesserung der Beziehungen zum Westen. Das Politbüro hatte im November 1986 einhellig den Abzug beschlossen. Bei Gorbatschow hatte sich zudem Ernüchterung in den Beziehungen zu seinen Partnern in der Dritten Welt eingestellt. „Fragt jemand anderen“ war die Antwort, die Führer der Dritten Welt auf Ersuchen über sowjetische Unterstützung ab Mitte 1987 erhielten. Im September 1987 teilte Außenminister Eduard Schewardnadse seinem US-Amtskollegen George Shultz mit: „Wir werden Afghanistan verlassen.“ Die CIA war lange Zeit in Bezug auf die Ernsthaftigkeit von Gorbatschows Absichten äußerst skeptisch und kam noch Ende 1987 zum Schluss, dass es keinen Hinweis auf einen Politikwechsel Moskaus gäbe. Während des Gipfeltreffens im Dezember 1987 in Washington bestand Gorbatschow darauf, dass ein Truppenabzug nur möglich sei, wenn die USA die Unterstützung einstellen würde. Gorbatschow glaubte nach dem Gipfel ein Abkommen über eine beidseitige Einstellung der Unterstützung erzielt zu haben. In einem Interview Anfang Januar 1988 erklärte Außenminister Schewardnadse, es gebe eine Übereinkunft mit den USA. Die USA verabschiedeten umgehend ein öffentliches Dementi und Reagan erklärte seinerseits in einem Interview, er würde es für nicht fair halten, wenn die Sowjets weiterhin die Nadschibullāh-Regierung militärisch und wirtschaftlich unterstützen würden, während die USA gezwungen wären, die Unterstützung für den Widerstand einzustellen. Gorbatschow ergriff daraufhin die Initiative und kündigte am 8. Februar 1988 in einer Fernsehansprache einen einseitigen Abzug der sowjetischen Truppen an, der ab dem 15. Mai beginnen sollte. Während die Ankündigung einen Durchbruch für die Verhandlungen brachte, konnte sie die USA zu keinen Zugeständnissen bewegen.

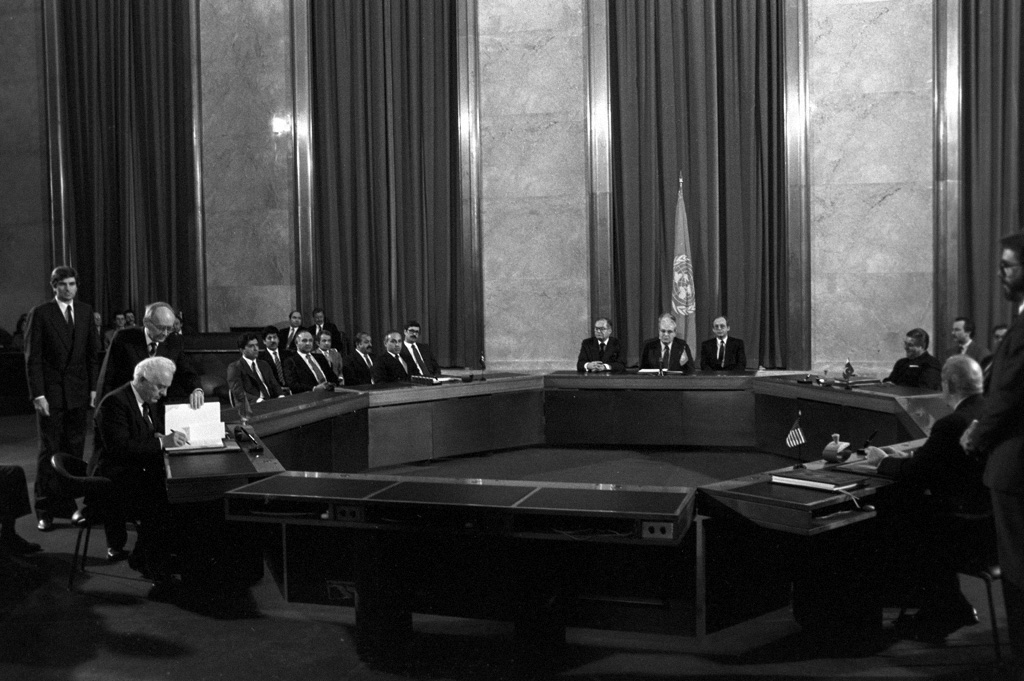
Unterzeichnung des Genfer Abkommens

Nach sechs Jahren Verhandlungen unterzeichneten am 14. April 1988 der afghanische Außenminister Abdul Wakil und der pakistanische Staatsminister im Außenministerium Zain Noorani sowie als Vertreter der garantierenden Regierungen der amerikanische Außenminister George P. Shultz und der sowjetische Außenminister Eduard Schewardnadse das Genfer Abkommen. In mehreren bilateralen Verträgen verpflichteten sich Afghanistan und Pakistan, ihre Beziehungen in strikter Beachtung des Prinzips der Nichteinmischung und Nichtintervention in die Angelegenheiten anderer Staaten zu entwickeln. Auch die beiden Garantiemächte Sowjetunion und USA verpflichteten sich, von jeder Form von Einmischung oder Intervention in die inneren Angelegenheiten Afghanistans Abstand zu nehmen. Für die Unterstützung der Kriegsparteien wurde die Formel positive Symmetrie definiert, die der CIA Waffenlieferungen erlaubte, solange die Sowjetunion die afghanische Regierung unterstützt. Die Mudschahedin waren jedoch im Verhandlungsprozess nicht involviert und keine Partei in den Verträgen und akzeptierten daher auch die Bestimmungen des Abkommens nicht.
Begleitet wurde das Abkommen von der UNGOMAP-Mission, die mit schmalem Budget und Personalausstattung die Einhaltung überwachen sollte und von Mai 1988 bis März 1990 andauerte. Die Sowjets führten Verhandlungen mit Pakistan fort. Zia fürchtete ein Machtvakuum und schlug im Sommer 1988 eine Regierung vor, die jeweils aus einem Drittel aus der DVPA, der moderaten Opposition und aus den Peschawar-Sieben bestünde. Die Mudschahedin standen diesem Vorschlag jedoch reserviert gegenüber und Zias vorzeitiger Tod bei einem Flugzeugabsturz, dessen Ursache nie geklärt werden konnte, bereiteten dieser Initiative das Ende. Der UN-Vermittler Diego Cordovez schlug eine Waffenstillstandsvereinbarung vor und arbeitete an einem Vorschlag für eine Übergangsregierung und der Einberufung einer Loya Jirga. Die Mudschahedin sahen jedoch bessere Möglichkeiten, ihre Ziele auf dem Schlachtfeld zu erreichen und waren der UN gegenüber äußerst argwöhnisch, nachdem sie von den Verhandlungen zum Genfer Abkommen ausgeschlossen waren. Am 15. Februar 1989 überschritt der Kommandeur der 40. Armee Generalleutnant Boris Gromow als letzter Soldat die Brücke der Freundschaft. Der CIA-Stationsleiter in Islamabad, Milton Bearden, versandte am selben Tag eine Nachricht an die Zentrale in Langley, das nur die Worte „Wir haben gesiegt“ (englisch: „We Won“) enthielt. Die Sowjetunion hatte den Krieg zwar nicht im militärischen Sinne verloren, ihre hochgesteckten politischen Ziele konnte sie jedoch nicht erreichen und somit war es für die Sowjetunion eine herbe politische Niederlage.

## Nach dem Abzug der sowjetischen Truppen

George H. W. Bush (1989)

Im Februar 1989 erneuerte die Regierung des neugewählten Präsidenten George H. W. Bush die Befugnis für die verdeckte Operation. Nachdem das Ziel des sowjetischen Abzugs erreicht worden war, wurde nunmehr die Etablierung einer stabilen Regierung, die die Mehrheit der Afghanen repräsentiert, als Ziel definiert. Eine Analyse der CIA prognostizierte 1988, das Nadschibullāh-Regime würde sich nach dem Abzug der sowjetischen Truppen auch mit fortgesetzter Unterstützung seitens der UdSSR nicht lange halten können. Die neue Regierung würde islamistisch, möglicherweise fundamentalistisch, aber nicht so extrem wie das Regime im Iran werden. Im Frühjahr 1989 erarbeiteten der ISI und die CIA gemeinsam einen Angriffsplan auf die in der Nähe der pakistanischen Grenze gelegene Stadt Dschalalabad. Die CIA hatte zuvor aus Japan mehrere hundert Toyota-Pick-ups importiert. Die Mudschahedin griffen die Stadt an, während die afghanische Luftwaffe Angriff um Angriff flog. Die Sowjets flogen Unterstützung im Wert von 300 Millionen US-Dollar monatlich nach Kabul ein – etwa das Doppelte der US-saudischen Hilfe für die Mudschahedin. Gorbatschow lehnte gleichzeitig ein Hilfeersuchen Nadschibullāhs über die Entsendung sowjetischer Luftunterstützung ab. Nach mehreren Wochen und hohen Verlusten waren entgegen der Prognosen Dschalalabad und der Flughafen immer noch in der Hand des Regimes. Hauptgrund für den Fehlschlag war die vom ISI mit Zustimmung der CIA getroffene Entscheidung, die Stadt nach dem Abzug der sowjetischen Truppen in einem konventionellen Angriff frontal anzugreifen.
Der Fehlschlag von Dschalalabad stärkte innerhalb der US-Bürokratie die Position des Außenministeriums, die die CIA-Strategie zunehmend kritisch sah. Im Außenministerium wurde die Frage gestellt, ob die Strategie der CIA, hauptsächlich islamistische Kräfte im Widerstand zu unterstützen, im Interesse der USA sei. Die im Herbst 1989 neu verabschiedete Afghanistanpolitik sah eine Aufnahme von Verhandlungen mit der Sowjetunion, mit Pakistan und dem ehemaligen König Zahir Schah für eine neue Regierung auf breiterer Basis vor, die die radikalen Kräfte wie Nadschibullāh und Hekmatyār an den Rand drängen sollte. Gleichzeitig sollte der militärische Druck auf das afghanische Regime aufrechterhalten werden. Die Zusammenarbeit mit dem ISI sollte fortgesetzten werden, aber auch afghanische Kommandeure zunehmend unter Umgehung des ISI direkt unterstützt werden. Zuvor hatte der ISI eine afghanische Übergangsregierung geformt, die sich ausschließlich aus den Peschawar-Sieben zusammensetzte. Diese Übergangsregierung grenzte national-demokratische und schiitische Gruppierungen aus und hatte wenig Akzeptanz in der afghanischen Bevölkerung. Eine Umfrage in Flüchtlingslagern ergab, dass über 70 Prozent der Befragten eine Regierung geführt von Zahir Schah befürworten würden. Der US-Vorschlag wurde von Pakistan, Saudi-Arabien und der ISI-geführten Übergangsregierung abgelehnt. Die CIA war auf eine militärische Lösung fokussiert und lehnte den Vorschlag ebenso ab, weil sie glaubte, dies würde zu einer Schwächung des militärischen Widerstands führen.
Nach Gorbatschows historischem Besuch in Peking im Mai 1989 normalisierten sich auch die sowjetisch-chinesischen Beziehungen wieder. Für den Zeitraum von Oktober 1989 bis Oktober 1990 kürzte der Kongress die Mittel für die verdeckte Operation um 60 Prozent auf 280 Millionen US-Dollar. Gleichzeitig übertraf der saudische Anteil mit 435 Millionen US-Dollar erstmals den der USA. Dazu kamen 100 Millionen US-Dollar aus dem Privatvermögen verschiedener saudischer und kuwaitischer Prinzen. Im März 1990 flogen Piloten der afghanischen Armee auf Befehl von Verteidigungsminister Schahnawaz Tanai Angriffe auf den Präsidentenpalast in Kabul, während Kräfte von Hekmatyār versuchten, auf die Hauptstadt vorzustoßen. Tanai und Hekmatyār hatten mit Hilfe des ISI seit Monaten Gespräche über einen Putsch geführt. Der saudische Geheimdienst unterstützte den Putschversuch mit 100 Millionen US-Dollar und weitere Mittel kamen vom reichen Saudi Osama bin Laden. Zu Nadschibullāh loyale Truppen konnten den Putsch niederschlagen und Tanai floh nach Pakistan.
Die Beziehungen zwischen den USA und Pakistan verschlechterten sich nun auch zusehends, nachdem der CIA Informationen über einen beunruhigenden Fortschritt des pakistanischen Nuklearwaffenprogramms vorlagen. Die USA verhängten daraufhin Sanktionen gegen Pakistan und froren die Unterstützung ein, die allein für das Jahr 1990 einen Umfang von 564 Millionen US-Dollar hatte. In den Jahren zuvor hatten US-Regierungen dem Kongress jährlich bestätigt, dass Pakistan nicht an der Entwicklung von Atomwaffen arbeite, obwohl Analysen des Außenministeriums und der CIA zu einem anderen Ergebnis kamen. Pakistan führte 1998 den ersten erfolgreichen Atomwaffentest durch und Abdul Kadir Khan, der Leiter des Programms, erklärte 2009 in einem Fernsehinterview, der Afghanistan-Krieg habe dem Land den notwendigen Spielraum für die Entwicklung seiner nuklearen Fähigkeiten gegeben. Khan hatte zudem maßgeblich zu den Atomprogrammen Nordkoreas und des Irans beigetragen.
Für 1991 wurde das Budget der Operation abermals reduziert. Die CIA verschiffte T-55- und T-72-Kampfpanzer, Schützenpanzer und Artillerie nach Pakistan, die von der Irakischen Armee während ihres Rückzugs im Zweiten Golfkrieg zurückgelassen worden war. Die Ausrüstung wurde beim konventionellen Angriff auf Gardez eingesetzt. Im März 1991 gelang den Mudschahedin mit der Eroberung von Chost der größte Erfolg seit dem Abzug der sowjetischen Armee. Der ISI stellte sicher, dass Hekmatyār zuerst die Stadt erreichte und dieser nahm den Sieg in öffentlichen Reden für sich in Anspruch.
Im August 1991 putschten eine Reihe von konservativen Funktionären gegen Gorbatschow. Obwohl der Putsch innerhalb von zwei Tagen zusammenbrach, hatte er schwerwiegende Auswirkungen auf die Afghanistan-Politik der Sowjetunion. Zum einen befanden sich unter den Putschisten einige der überzeugtesten Unterstützer der Nadschibullāh-Regierung, zum anderen verlagerte sich das Machtzentrum nun zunehmend zu Boris Jelzin, der ein offener Kritiker der Afghanistan-Unterstützung war. Zudem verknüpften die USA die Gewährung von Wirtschaftshilfen mit der Einstellung der sowjetischen Unterstützung für Afghanistan und Kuba. Am 13. September 1991 unterzeichneten die Außenminister der USA und der Sowjetunion, James Baker und Boris Pankin, ein Abkommen über die Einstellung der Waffenlieferungen an die Parteien und verabschiedeten eine Erklärung, die das Selbstbestimmungsrecht der Afghanen bestätigte. Die Operation Cyclone endete am 1. Januar 1992. Das afghanische Regime brach im April 1992 zusammen, rund vier Monate nachdem die Sowjetunion aufgehört hatte, zu existieren.
Die CIA behielt noch einige Agenten zur Nachrichtengewinnung und initiierte ein Programm zum Rückkauf von Stinger-Raketen. Bis Anfang der 1990er war Afghanistan neben Burma und Kolumbien zu einem der größten Heroinproduzenten weltweit geworden. Aufgabe der CIA war nun die Bekämpfung der Herstellung und des Handels von Drogen. In den Jahren zuvor hatte die CIA den Drogenhandel, der auf dem Rückweg die von ISI und CIA etablierte Logistik für den Waffentransport nutzte, noch ignoriert und Beamte der US-Behörde zur Drogenbekämpfung DEA an der Ausübung ihrer Aufgaben gehindert.
Zia hatte 1980 angeblich gegenüber den afghanischen Mudschahedin erklärt, „wer auch immer unsere Jungs aus Kaschmir ausbildet, erhält den größten Anteil der Waffen.“ Seit 1983 erhielten Freiwillige aus Kaschmir eine militärische Ausbildung in den Trainingscamps für Afghanistan. Der ISI zweigte Waffen aus der afghanischen Waffenpipeline für Kaschmir ab und organisierte dort militante Netzwerke. Ab Ende der 1980er kam es verstärkt zu Gewaltausbrüchen und Kämpfen im Kaschmir-Konflikt, an denen vom ISI ausgebildete Gruppierungen teilnahmen. Während des Kargil-Kriegs 1999 wurde ein indischer Kampfhubschrauber mit einer Stinger-Rakete abgeschossen.
Im Jahr 1992 befanden sich in Afghanistan mehr Kleinwaffen als in Indien und Pakistan zusammengenommen. Einigen Schätzungen zufolge wurden während dieses Zeitraums in kein Land der Erde mehr Kleinwaffen als nach Afghanistan geliefert. Die finanzielle Unterstützung der USA, Saudi-Arabiens und Chinas belief sich zusammengenommen auf geschätzte sechs bis zwölf Milliarden US-Dollar. Die Sowjetunion belieferte die kommunistische Regierung im selben Zeitraum mit militärischer Ausrüstung im geschätzten Wert von 36 bis 48 Milliarden US-Dollar.

## Kontroversen

### Die „afghanische Falle“

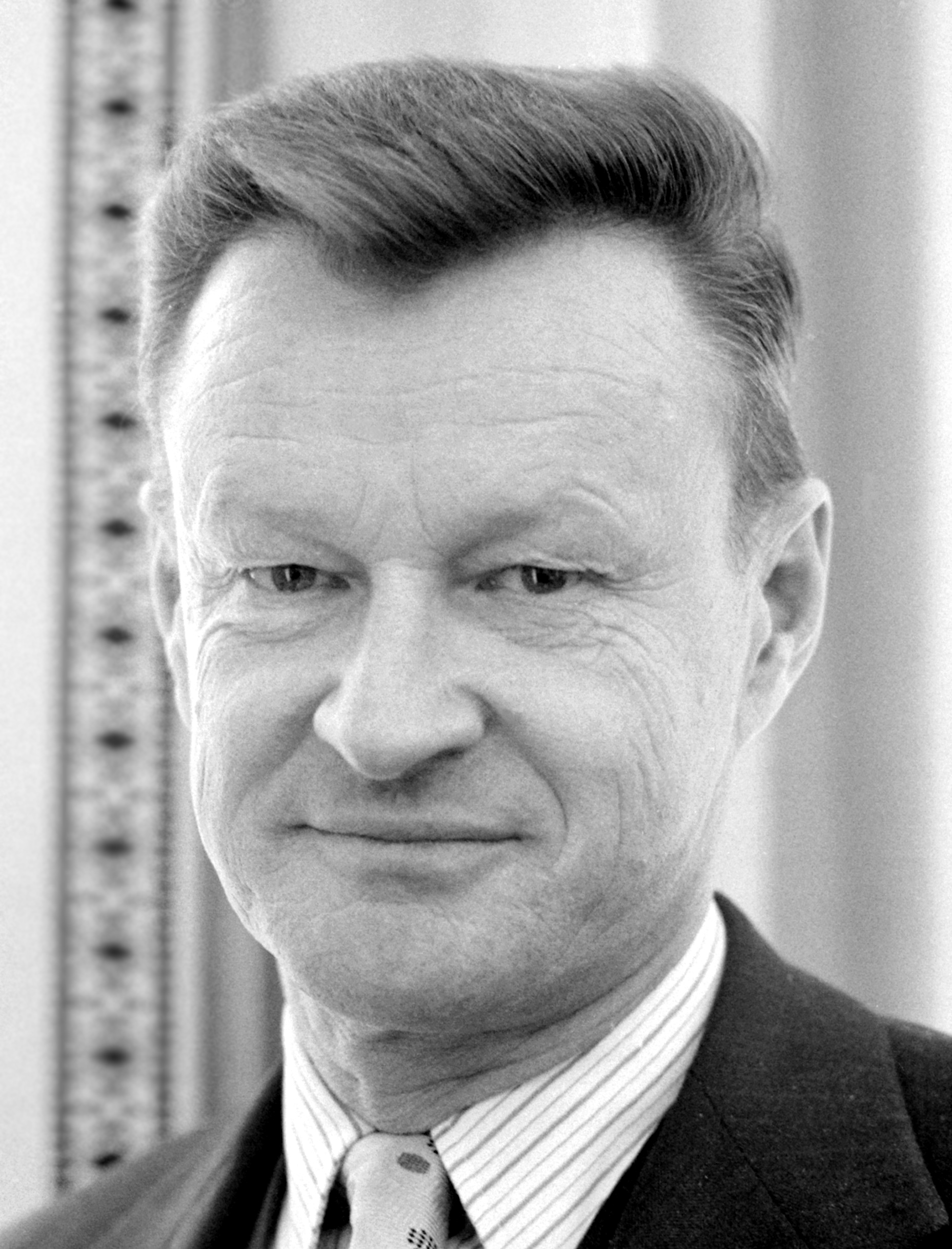
Carters Nationaler Sicherheitsberater Zbigniew Brzeziński

1998 gab Brzeziński dem Journalisten Vincent Jauvert vom französischen Nachrichtenmagazin Le Nouvel Observateur ein Interview, in dem er erklärte, dass die Unterstützung des afghanischen Widerstands gegen die kommunistische, von der Sowjetunion gestützten Regierung schon am 3. Juli 1979 – also rund ein halbes Jahr vor der sowjetischen Intervention Ende Dezember 1979 – von US-Präsident Jimmy Carter genehmigt worden sei. Diese Tatsache war zu diesem Zeitpunkt durch Veröffentlichungen des ehemaligen Leiters der Abteilung Mittlerer Osten der CIA Charles G. Cogan und des früheren CIA-Direktors Robert Gates schon bekannt. Zudem wurde Brzeziński in dem Interview zitiert, dass er Carter am selben Tag eine Nachricht zukommen ließ, in der er erklärte, diese Unterstützung würde seiner Meinung nach eine sowjetische Intervention auslösen und dass die Sowjetunion von den Vereinigten Staaten in die „afghanische Falle“ gelockt worden sei. Von diesem Interview wurden nur Teile veröffentlicht und nach Angaben Brzezińskis in einer verzerrten Version, die er selbst entgegen der Vereinbarung nie autorisiert hätte. Jauvert hingegen gab an, das Interview korrekt wiedergegeben zu haben, bestätigte aber, dass das Zitat in Anführungszeichen im Titel des Interviews von der Redaktion und nicht von Brzeziński stammt. Brzeziński selbst bestritt, an diesem Tag im Juli 1979 eine Nachricht an Carter dieses Inhalts geschickt zu haben und in den Archiven ist bisher auch kein derartiges Dokument zum Vorschein gekommen.
In einem Interview im Jahr 2015 erklärte Charles G. Cogan, Brzeziński habe ihm gegenüber bestätigt, dass es tatsächlich seine Absicht gewesen sei, die sowjetische Intervention in Afghanistan zu provozieren. Die Akten in den Archiven zeigen jedoch ein differenzierteres Bild. Brzeziński drängte Carter, die US-Position gegenüber der Sowjetunion deutlich zu machen. In seiner Eröffnungsrede während des Gipfeltreffens in Wien im Juni 1979 erklärte Carter, der Persische Golf sei für die USA von entscheidender Bedeutung und mahnte die Sowjets zur Zurückhaltung unter anderem in Afghanistan an. Im August warnte Brzeziński die Sowjetunion in einer Rede vor einer Intervention in Afghanistan. Brzezińskis Memos während dieser Zeit zeigen, dass er entschlossen war, die Sowjets mit verdeckten Operationen zu bekämpfen, er war jedoch ebenso darüber besorgt, dass sie die Oberhand behalten könnten. Was die sowjetische Führung tatsächlich wusste ist unklar, entsprechende Vorwürfe hatte sie schon im April 1979 erhoben. Viele US-amerikanische Quellen lassen zudem Überraschung erkennen, nachdem die „Falle“ zugeschnappt war. Die Sowjetunion wurde letztendlich mehrfach gewarnt und der Carter-Regierung konnte die Intervention in Afghanistan nicht gleichgültig sein.
Das Programm war zudem eine Reaktion auf die erheblich gestiegene sowjetische Präsenz im Jahr 1979 und der Umfang war auf nicht-militärische Hilfe begrenzt. Die Ursache für den Ausbruch eines bewaffneten Widerstands war die gewalttätige Politik der afghanischen Regierung. Allein im Gefängnis Pul-i Charki außerhalb Kabuls sollen etwa 27.000 Insassen hingerichtet worden sein. Entscheidend für die Ausbreitung des Widerstands waren weniger dessen militärische Stärke, sondern vielmehr Auflösungserscheinungen der afghanischen Armee. Die Mannstärke der afghanischen Armee reduzierte sich hauptsächlich durch Desertionen von 110.000 im Jahr 1978 auf 25.000 im Jahr 1980. Die US-Botschaft in Kabul kabelte nach Washington, die afghanische Armee schmelze dahin „wie eine Eisscholle im tropischen Ozean.“
Die Sowjetunion hatte sich nach den Unruhen in Herat im März 1979 nach einer dreitägigen Debatte im Politbüro aufgrund der politischen Risiken noch gegen eine Intervention entschieden. Über den Sommer 1979 hinweg versuchten die Sowjets das afghanische Regime zu einer weniger kompromisslosen Politik bei den Land- und Bildungsreformen zu bewegen, boten dafür höhere militärische Hilfen an und drängten Taraki, Amin abzusetzen. Im September 1979 ergriff Amin die Macht und ließ Taraki wenig später ermorden. Für Moskau war dies der Wendepunkt. Die Beziehungen der Sowjetunion zur afghanischen Regierung befanden sich nun im freien Fall. Breschnew fühlte sich persönlich brüskiert und Andropow war nun entschlossen, Amin zu ersetzen. Die Regierung kontrollierte nun nur noch etwa ein Viertel des Landes. Nach einem Treffen Amins mit dem Geschäftsträger der US-Botschaft war Moskau zudem alarmiert, dass Amin eine Neuorientierung zum Westen vornehmen könnte wie einst der ägyptische Präsident Sadat, der 1972 rund 20.000 sowjetische Berater ausweisen ließ. Entscheidend war aus sowjetischer Sicht weniger die militärische Stärke des Widerstands als der fortschreitende Verfall der Staatsmacht und die Befürchtung, ihre in Jahrzehnten erreichte Position in Afghanistan zu verlieren. Der Zugang zum Persischen Golf spielte entgegen der zeitgenössischen Sicht Brzezińskis und der Regionalmächte für die Entscheidung zur Intervention auf sowjetischer Seite keine Rolle.
Präsident Carter begann seine Präsidentschaft nach den Skandalen in den 1970ern unter Präsident Richard Nixon mit dem Ziel einer moralischen Erneuerung und sah die Menschenrechte als „fundamentalen Grundpfeiler seiner Außenpolitik“. Während einer Rede an der Notre Dame Universität im Mai 1977 kritisierte er den Antikommunismus, der dazu geführte habe, dass man „Feuer mit Feuer“ bekämpft habe und jeden Diktator in die Arme geschlossen habe, der dieselben Ängste teilte. Die Carter-Regierung nahm zunächst Abstand von der Monroe-Doktrin in Lateinamerika, setzte das Regime in Südafrika aufgrund der Apartheidpolitik unter Druck und unterzeichnete 1977 die Verträge über die Rückgabe des Panamakanals. Spätestens seit der Krise am Horn von Afrika begegnete Carter den sowjetischen Absichten jedoch mit Misstrauen und Brzezińskis Interpretation der sowjetischen Intervention als aggressive Expansion überzeugten den Präsidenten letztlich, diese als größte Bedrohung des Weltfriedens seit 1945 zu sehen. Carter fühlte sich zudem von Breschnew brüskiert, weil er glaubte, dieser habe ihm persönlich versichert, nicht in Afghanistan einzumarschieren. Unter dem Eindruck einer weltweiten aggressiven Politik der Sowjetunion begann die Carter-Regierung aus dem Blickwinkel des Kalten Krieges nach dem Prinzip „der Feind meines Feindes ist mein Freund“ einige der blutigsten Regime wie das der Roten Khmer in Kambodscha und Siad Barre in Somalia zu unterstützen. Die Carter-Regierung überschätzte dabei den Einfluss des Kremls auf Ereignisse wie den Aufstieg der Sandinisten in Nicaragua und übersah gleichzeitig Anzeichen für eine schwindende Macht der Sowjetunion. Die Carter-Doktrin bildete letztendlich auch den Auftakt zu einer jahrzehntelangen US-Präsenz im Nahen Osten. Während in der Zeit vor 1980 kaum ein US-Soldat in der Region ums Leben kam, waren seit 1990 fast alle im Einsatz gefallenen US-Soldaten im Nahen und Mittleren Osten umgekommen.

### Der Untergang der Sowjetunion
Im Jahr 1997 erklärte Osama bin Laden in einem Interview mit dem britischen Journalisten Robert Fisk, „wir besiegten die russische Armee und zerstörten die Sowjetunion“. Der in den 1990ern amtierende afghanische Staatspräsident Rabbāni führte den Fall der Berliner Mauer auf den afghanischen Widerstand zurück. Der Afghanistankrieg war für die UdSSR zwar eine Belastung, jedoch verglichen mit anderen Ausgaben keine besonders hohe. Der Historiker Sergey Radchenko schrieb, für die These, der Afghanistankrieg habe zum Bankrott der Sowjetunion geführt, gebe es keine Belege. Tatsächlich waren die Kosten des Kriegs im Verhältnis zum gesamten Militärbudget begrenzt und die Kontrolle der Partei über die Presse sorgte dafür, dass in der Öffentlichkeit wenig über die menschlichen Verluste bekannt wurde. Nach einer Analyse der CIA von 1987 betrugen die Ausgaben für den Afghanistankrieg etwa 2,5 Prozent des gesamten Militärhaushalts. Auch wenn das Militär den sowjetischen Haushalt enorm belastete, war dies nicht der größte Posten. Höher zu Buche schlugen Sozialleistungen und Subventionen für Ernährung, Wohnen und Wirtschaftshilfen für weniger entwickelte Sowjetrepubliken. Auch die Nuklearkatastrophe von Tschernobyl belastete den Staatshaushalt enorm. Die Kosten für den Afghanistan-Krieg waren noch nicht erdrückend und die Entscheidung für den Abzug wurde aufgrund einer Reihe von politischen Faktoren getroffen. Für die Ursachen des Zerfalls der Sowjetunion gibt es jedoch keinen Konsens in der Geschichtswissenschaft.

### Die Unterstützung von Islamisten und der „arabischen Afghanen“

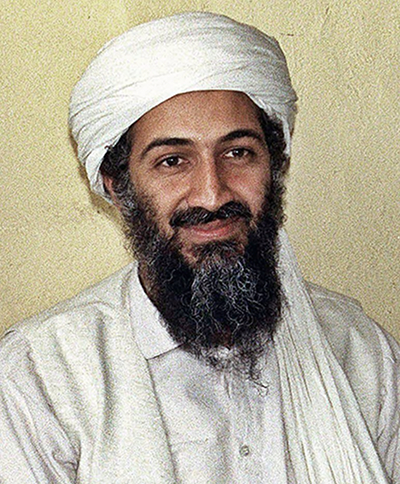
Osama bin Laden

Als im Dezember 1979 die Sowjetunion in Afghanistan intervenierte, wurde dies in der islamischen Welt als eine Besetzung eines souveränen islamischen Landes durch gottlose Kommunisten wahrgenommen. Die Islamische Weltliga rief schon kurz danach zur Unterstützung für den afghanischen Widerstand auf und reiche Araber vom Golf, darunter Osama bin Laden, reisten nach Pakistan, um für humanitäre oder militärische Hilfe zu spenden. In einem Interview 1993 erklärte bin Laden: „Als die Invasion in Afghanistan begann, war ich entrüstet und machte mich sofort auf den Weg. Nach einigen Tagen kam ich dort an, noch vor Ende des Jahres 1979.“ Tatsächlich kam er wohl im Laufe des Jahres 1980 in Pakistan an. In den ersten Jahren unterstützte er die Mudschahedin finanziell und organisatorisch und pendelte regelmäßig zwischen Saudi-Arabien und Lahore in Pakistan. Er ließ die Unterstützung zunächst der pakistanischen Partei Jamaat-e-Islami zukommen, weil er dem pakistanischen Geheimdienst ISI nicht traute.
1981 brach auch Abdullah Azzam nach Pakistan auf. Azzam war Professor für islamisches Recht palästinensischer Herkunft und wurde zum einflussreichsten Ideologen der radikalen Islamisten in Afghanistan und zugleich Mentor bin Ladens. Während der Vordenker des modernen Islamismus, Sayyid Qutb, in seinem Werk Zeichen auf dem Weg dazu aufrief, Regierungen, die „nicht den Regeln Gottes folgten“, zu beseitigen und damit hauptsächlich die säkularen Regime im Nahen Osten im Blick hatte, ging Azzam einen Schritt weiter. In seiner Schrift mit dem Titel Die Verteidigung der muslimischen Gebiete formulierte er die Pflicht für alle Muslime weltweit zum bewaffneten Kampf gegen eine Besetzung muslimischen Landes durch Ungläubige, nicht nur für diejenigen aus dem besetzten Gebiet. Er schrieb, die Verteidigung muslimischen Bodens sei die wichtigste Verpflichtung jedes Einzelnen „bis jedes andere Land, das muslimisch war, an uns zurückfällt“. Dies beinhaltete einen weiten Bogen von Ländern, von den Philippinen bis nach Andalusien.
Bis 1984 gab es keine organisierte Rekrutierung ausländischer Freiwilliger und nur wenige waren bis zu diesem Zeitpunkt in Afghanistan angekommen. Im selben Jahr gründete Azzam das Dienstleistungsbüro Maktab al-Chidamāt als Anlaufstelle für ausländische Freiwillige in Peschawar. Das Dienstleistungsbüro übernahm eine Reihe verschiedenster Tätigkeiten, darunter die Anwerbung von Muslimen, Bereitstellung von Gästehäusern und medizinischer Hilfe und die Veröffentlichung von Magazinen über den bewaffneten Kampf. Das Büro wurde hauptsächlich von bin Laden mit etwa 200.000 bis 300.000 US-Dollar jährlich finanziert. Azzam hielt Vortragsreihen in aller Welt – er besuchte die Vereinigten Staaten jedes Jahr – um Spendengelder aufzutreiben und Männer anzuwerben. Auch bin Laden konnte hohe Summen an Spendengeldern akquirieren. Er kam für den Lebensunterhalt der Männer und ihrer Familien auf und zahlte jedem der Männer monatlich 300 US-Dollar. Zu dieser Zeit stattete bin Laden auch erstmals Afghanistan einen Besuch ab.
Das Dienstleistungsbüro entwickelte sich zur wichtigsten Organisation zur Rekrutierung ausländischer Kämpfer und die Anzahl der Freiwilligen nahm ab Mitte der 1980er stetig zu. Militärische Aktivitäten bildeten jedoch nur einen kleinen Anteil des Dienstleistungsangebots ab und es bot aus Sicht der militanten Freiwilligen nicht ausreichend Möglichkeiten an. Azzam war der Auffassung, die Araber sollten unter dem Kommando afghanischer Kommandeure an den Kämpfen teilnehmen, diese waren jedoch hauptsächlich an Freiwilligen mit militärischer Ausbildung interessiert, was bei den Neuankömmlingen häufig nicht der Fall war. In der Schlacht um den Höhlenkomplex bei Zhawar boten Azzam und eine Gruppe von rund 60 Arabern Sayyaf ihre Unterstützung für die Rückeroberung an. Sayyaf lehnte jedoch wegen der Unerfahrenheit der Araber ab. Diese Demütigung führte dazu, dass sich eine Gruppe nach Alternativen für eine intensivere militärische Ausbildung umsahen. Bin Laden, der zuvor nur wenige Wochen im Jahr in Pakistan verbracht hatte, verlegte seinen Wohnsitz nun vollständig nach Pakistan.
Im Oktober 1986 gründete eine Gruppe um bin Laden in der Provinz Paktia das Ausbildungslager Masada – die Höhle des Löwen. Bin Laden wollte ein Ausbildungslager, das eine ernsthafte militärische Ausbildung anbot und aus den Freiwilligen respekteinflößende Kämpfer machen würde. In den folgenden Monaten legte die Gruppe unterirdische Höhlenanlagen mit schwerem Baugerät an. Im April 1987 kam es zur ersten Militäraktion der Gruppe. Die Schlacht von Dschadschi waren mehrere Gefechte über einen Zeitraum von zwei Monaten. Ende Mai konnte eine Gruppe von etwa 80 Arabern unterstützt durch afghanische Mudschahedin von Abdul Sayyaf eine sowjetische Übermacht in die Flucht schlagen. Die Afghanen verloren etwa 70 Mann, die Araber dreizehn oder vierzehn Kämpfer. Die Schlacht war ein großer Triumph für die Araber, der in den Dschihad-Magazinen ausgiebig gewürdigt wurde. Eine Artikelserie des saudischen Journalisten Jamal Khashoggi erschien in der saudischen Wochenzeitung Al-Majalla und selbst im US-amerikanischen Militärmagazin Soldier of Fortune erschien ein Bericht. Bin Ladens Popularität nahm durch diesen Sieg immens zu. Die Etablierung des Masada-Camps und der Sieg in der Schlacht führten in der Folge zur Gründung der Organisation al-Qaida. Der Name al-Qaida („die Basis“) tauchte zum ersten Mal als Beiname für das Lager auf. Die Organisation al-Qaida wurde zwischen August 1987 und August 1988 gegründet und war zunächst nicht als Terrornetzwerk geplant, sondern sollte eine arabische Elitetruppe mit einem rigiden Auswahlverfahren und einer anspruchsvollen Ausbildung etablieren. Azzam billigte die Gründung al-Qaidas, war aber nicht direkt beteiligt. Dies führte zu einer Abkühlung des Verhältnisses zwischen Azzam und bin Laden. An den Kämpfen um Dschalalabad im Frühjahr 1989 nahmen mehrere hundert Araber teil und sie verloren dabei etwa 80 bis 100 Mann. Bin Laden kehrte im Oktober 1989 nach Saudi-Arabien zurück und Azzam wurde im November desselben Jahres Opfer eines Attentats mit einer Autobombe. Der Täter konnte nie identifiziert werden.

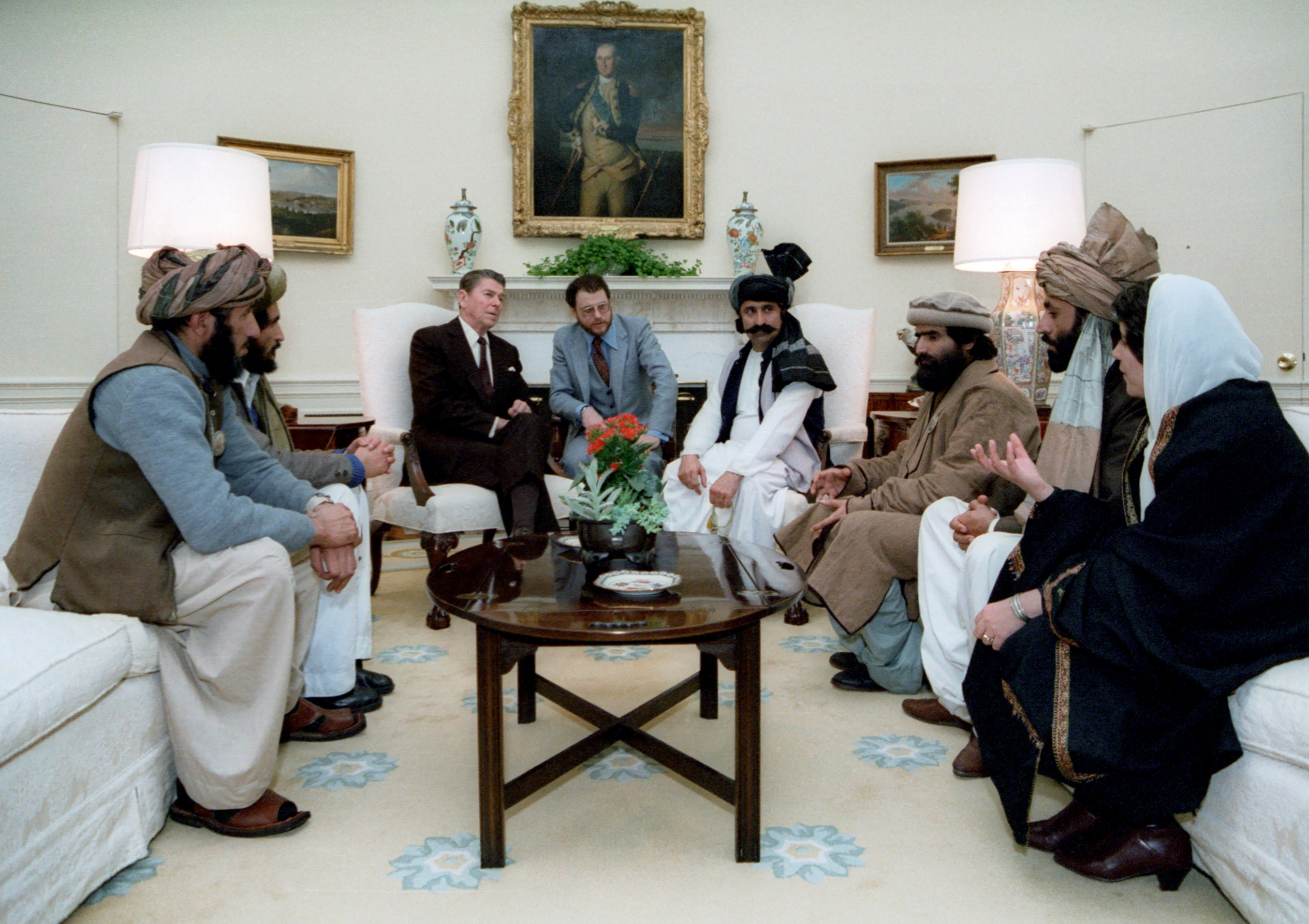
Ronald Reagan empfängt im Februar 1983 Mudschahedin-Führer

Nach der sowjetischen Intervention nutzten die USA die Abneigung in der islamischen Welt gegenüber dem Kommunismus für Propagandamaßnahmen wie die Mobilisierung des Widerstands durch Radiosendungen in Sprachen islamischer Länder und die Finanzierung von Demonstrationen vor sowjetischen Botschaften. Die Behörde der Vereinigten Staaten für internationale Entwicklung (USAID) brachte zwischen 1986 und 1992 rund 50 Millionen US-Dollar für den Druck von Schulbüchern in Dari und Paschto mit gewaltverherrlichenden Inhalten auf. Rechenaufgaben wurden darin mit Abbildungen von Panzern, Raketen und Landminen illustriert. Diese Schulbücher wurden 1990 noch nach dem Abzug der Sowjetunion aktualisiert und waren teilweise Jahrzehnte später noch in Gebrauch. Die CIA ließ Ausgaben des Korans in usbekischer Sprache drucken, um den Widerstand in den islamischen Sowjetrepubliken anzustacheln. Der ISI fügte mit technischer CIA-Unterstützung gegen die Nadschibullah-Regierung gerichtete Propaganda-Clips in Bootleg-Videoaufzeichnungen von zur damaligen Zeit äußerst populären Rambo-Filmen ein und schmuggelte diese über die Grenze. Im Gegenzug versuchten die Sowjets, die Mudschahedin als reines Werkzeug eines US-Imperialismus darzustellen. Anfang 1983 hatte der KGB 86 Gruppierungen im Einsatz, die als Mudschahedin unter „falscher Flagge“ operierten. Der Westen wiederum heroisierte den afghanischen Widerstand und verklärte ihn romantisch. Ronald Reagan widmete den Start der Raumfähre Columbia im März 1982 den Einwohnern Afghanistans, den 21. März rief er zum „Afghanistan-Tag“ aus und lud 1985 mehrere Mudschahedin-Führer ins Weiße Haus ein. Die Spielfilme Rambo III und James Bond 007 – Der Hauch des Todes handelten in Afghanistan, wo die Protagonisten als korrupt und bösartig dargestellte sowjetische Spione und Offiziere bekämpften. Der US-Kongressabgeordnete Charlie Wilson bezeichnete den Kommandeur Dschalaluddin Haqqani als das „personifizierte Gute“. Haqqani schloss sich 1995 den Taliban an und war nach 9/11 die Nummer 3 in der „Wanted“-Liste der USA.
Nach den Terroranschlägen vom 11. September 2001 entzündete sich eine Debatte, ob die „arabischen Afghanen“ von der CIA unterstützt worden sind. Vielfach wurde geschrieben, bin Laden sei von der CIA finanziert oder ausgebildet worden. Wesentlich zu dieser Sicht trug das Buch Unholy Wars des Journalisten John Cooley bei. Dort schrieb Cooley von der „zentralen Rolle der muslimischen CIA-Söldner mit mehr als 2.000 Algeriern im Afghanistankrieg“. Belege für eine direkte CIA-Unterstützung hatte Cooley jedoch keine vorzuweisen. Darüber hinaus basiert Cooleys Buch offenbar teilweise auf Desinformation der Sowjetunion aus den 1980ern. Die US-Regierung sah die Aktivitäten der ausländischen Freiwilligen zunächst in positivem Licht, konkrete Maßnahmen zur Zusammenarbeit und Unterstützung wurden jedoch nie umgesetzt. Während der zweiten Amtszeit diskutierte die Reagan-Regierung die Frage der Unterstützung der arabischen Freiwilligen mit den afghanischen Kommandeuren Gulbuddin Hekmatyār und Abdul Sayyaf. Beide sprachen sich gegen eine Unterstützung aus, weil die Araber militärisch eine nur marginale Rolle spielen würden und beide wollten die Waffenlieferungen für sich in Anspruch nehmen. Die „arabischen Afghanen“ selbst wiesen die Behauptung zurück, sie würden von westlichen Geheimdiensten Unterstützung erhalten. Osama bin Laden erklärte 1999: „Die Amerikaner lügen, wenn sie behaupten, dass sie mit uns in der Vergangenheit zusammengearbeitet haben und wir fordern sie auf, uns Belege vorzulegen.“ CIA-Direktor George Tenet sagte 2002 vor der 9/11-Kommission unter Eid aus, dass bin Laden der CIA in den 1980ern zwar bekannt gewesen sei, es jedoch keine direkten Kontakte gegeben habe. Bis heute (Stand 2021) sind auch keine Belege für eine direkte Unterstützung der „arabischen Afghanen“ durch die CIA ans Tageslicht gekommen.
Für die CIA waren die „arabischen Afghanen“ nicht sonderlich attraktiv, weil diese militärisch bedeutungslos waren. Während sich nach Schätzungen bis 1984 nie mehr als 50 muslimische Rekruten in Pakistan und Afghanistan aufgehalten haben, stieg diese Zahl ab 1985 an, überschritt aber nie mehr als 3.000. Insgesamt waren es in den Jahren von 1979 bis 1992 etwa 10.000 ausländische Kämpfer, davon etwa 7.000 aus arabischen Ländern. Der Löwenanteil kam aus Saudi-Arabien, Ägypten, Algerien, Syrien, Jordanien und dem Irak. Nur etwa 300 bis 400 arabische Freiwillige befanden sich permanent im Kampfeinsatz. Die Mudschahedin zählten dagegen etwa 175.000 bis 250.000 Kämpfer. Die ausländischen Freiwilligen umfassten damit gerade mal ein Prozent des Widerstands und waren in den Worten eines algerischen Kämpfers „ein Tropfen im Ozean“.
Die Mobilisierung und Rekrutierung der Freiwilligen wurde überwiegend durch nicht-staatliche Akteure wie Azzams Dienstleistungsbüro organisiert. Die jungen Männer schlossen sich dem bewaffneten Kampf hauptsächlich aufgrund der repressiven Politik der arabischen Regime an und fanden dabei in Afghanistan einen sicheren Zufluchtsort. Diese Regime wiederum taten wenig, um die Freiwilligen vom bewaffneten Kampf abzuhalten. Saudi-Arabien hatte die panislamischen Organisationen, die in erheblichem Maße für die Mobilisierung mitverantwortlich waren, finanziell unterstützt. Die Hauptsponsoren der afghanischen Mudschahedin, die USA, Saudi-Arabien und Pakistan, ließen die „arabischen Afghanen“ uneingeschränkt gewähren. So konnte Azzam bei seinen jährlichen Vortragstouren in den USA aufgrund der politischen Freiheit im Land ungestört predigen, finanzielle Mittel eintreiben und Freiwillige anwerben und gar eine lokale Filiale des Dienstleistungsbüros eröffnen, während ihm in den meisten Ländern des Nahen Ostens die Einreise verweigert wurde. Die „arabischen Afghanen“ hatten ihre eigenen Quellen zur Finanzierung und waren auf die Unterstützung der CIA nicht angewiesen.
Die „arabischen Afghanen“ spielten im Kampf gegen die Sowjetunion zwar militärisch keine Rolle, für den globalen Terrorismus waren sie jedoch bedeutsam. In Afghanistan trafen sich Osama bin Laden und Aiman al-Zawahri und hier wurde al-Qaida gegründet. Der Afghanistan-Krieg in den 1980ern wird als Wiege der heutigen transnationalen Dschihadisten-Bewegungen angesehen, in denen viele der ehemaligen Afghanistan-Kämpfer Schlüsselstellungen einnahmen. Dieser Konflikt markierte für die arabische Welt den Übergang vom Nationalismus zum Islamismus. Die ausländischen Freiwilligen kehrten radikalisiert in ihre Heimatländer zurück, um den „nahen Feind“, die säkularen Regime in Ägypten und Algerien zu stürzen oder schlossen sich Guerillakämpfen in Bosnien oder Tschetschenien an.
Die Politik Pakistans und der USA stärkte die islamistischen Parteien, an die der überwiegende Teil der Waffenlieferungen gingen. Die USA sahen während des Kalten Krieges den politischen Islam als Instrument zur Eindämmung des Kommunismus. Während sich die Reagan-Regierung mit der Rolle des politischen Islams in Iran, Irak und der arabischen Welt auseinandersetzte, ignorierte sie dessen Rolle in Afghanistan. Die CIA hielt den sunnitischen Fundamentalismus für weniger extrem als den schiitischen. Auch wenn der ISI die Zuteilung der Waffenlieferungen an die Parteien des Widerstands kontrollierte, akzeptierte die CIA den Verteilungsschlüssel mit wenig Widerspruch und schätzte die islamistischen Parteien unabhängig vom ISI als effektiver auf dem Schlachtfeld ein. Der spätere CIA-Direktor Robert Gates schrieb im Jahr 1996 rückblickend: „Unser Ziel war es, die Sowjets aus Afghanistan zu vertreiben. Wir erwarteten, dass Afghanistan nach dem sowjetischen Abzug hässlich werden würde, aber hätten niemals damit gerechnet, dass es ein Rückzugsort für Terroristen aus aller Welt werden würde.“
Hekmatyārs Hizb-i Islāmī war über die Dauer des gesamten Kriegs der Hauptklient des ISI. Die Partei wurde im Juni 1976 gegründet und ging aus der seit 1969 bestehenden Muslimjugend hervor. Hekmatyār zog neben dem Haqqani-Netzwerk die meisten arabischen Freiwilligen an und war der einflussreichste der Parteiführer. Während für die anderen Parteien der Widerstand gegen die Sowjets und das afghanische Regime im Mittelpunkt stand, stellte dies für Hizb-i Islāmī nur eine Zwischenstation zu einem islamischen Staat dar, der die islamische Revolution in die Welt tragen sollte. Die algerische Groupe Islamique Armé (GIA) war ein Abkömmling Hizb-i Islāmīs und verübte spektakuläre Gewalttaten an Zivilisten während des algerischen Bürgerkriegs. 1993 sandte Hizb-i Islāmī mit Billigung des Irans etwa 4.600 Kämpfer auf aserbaidschanischer Seite in den Krieg um Bergkarabach. Ideologisch hatte Hizb-i Islāmī sehr viel mehr Gemeinsamkeiten mit al-Qaida aus den späten 1990ern als mit den erstmals Ende 1994 in Erscheinung getretenen Taliban. Im Jahr 1985 absolvierte Osama bin Laden mit einer Einheit von Hekmatyārs Hizb-i Islāmī bei dem Versuch der Eroberung der Stadt Pul-i-Alam seinen ersten Kampfeinsatz. 1996 arrangierte Hekmatyār die Rückkehr des inzwischen staatenlosen bin Ladens aus dem Sudan nach Afghanistan. Nach der US-Intervention in Folge von 9/11 organisierte ein Kommandeur Hekmatyārs im Dezember 2001 die Flucht bin Ladens aus Tora Bora und brachte ihn in einem abgelegenen Dorf in der Provinz Kunar unter. Dort verbrachten Hekmatyār, bin Laden und Zawahri zusammen mehrere Monate. Anfang 2002 nutzte Hekmatyār Kontakte zur kurdischen Gruppe Ansar al-Islam, die im Nordosten des Irak in einer talibanähnlichen Gemeinschaft lebte, um Abu Mussab al-Zarkawi in den Irak zu schmuggeln. Zarkawi wurde bis zu seinem Tod durch einen US-Luftschlag im Juni 2006 für zahlreiche Terroranschläge im Irak verantwortlich gemacht. Die USA erklärten Hekmatyār zusammen mit bin Laden und Zawahri zum „besonders bezeichneten globalen Terroristen“ und Hekmatyār entging 2002 nur knapp einem Anschlag durch eine Hellfire-Rakete abgefeuert von einer Predator-Drohne.

## Trivia
Das Guinness-Buch der Rekorde führt die Unternehmung als „teuerste verdeckte Operation“ mit einem Umfang von mehr als zwei Milliarden US-Dollar.